# Liste der Gedenktafeln und Gedenksteine in Wien/Innere Stadt
Diese Liste der Gedenktafeln und Gedenksteine in Wien/Innere Stadt enthält die Gedenktafeln im öffentlichen Raum des 1. Wiener Gemeindebezirks Innere Stadt. Eine Grundlage dieser Liste ist „Wien Kulturgut“, der digitale Kulturstadtplan der Stadt Wien, daneben das Wien Geschichte Wiki und Archivmeldungen der Rathauskorrespondenz.
Andere Denkmäler sowie Kunstwerke im öffentlichen Raum sind unter Liste der Kunstwerke im öffentlichen Raum in Wien/Innere Stadt bzw. unter Liste der Denkmäler im Arkadenhof der Universität Wien zu finden.
Erinnerungssteine sind in Stationen der Erinnerung in Wien-Innere Stadt angeführt.

## Gedenktafeln
| Foto  |                 | Inschrift | Name                                                                                            | Typ         | Standort                                               | Beschreibung | Metadaten                                                                        |
| ----- | --------------- | --- | ----------------------------------------------------------------------------------------------- | ----------- | ------------------------------------------------------ | --- | -------------------------------------------------------------------------------- |
| ja    | Datei hochladen | P. Heinrich Abel SJ geb. 1843 gest. 1926 Gründer der Marianischen Kongregation Mater Admirabilis für Kaufleute und Wiener Männer- apostel ruht in der Loretto- kapelle dieser Kirche Errichtet Anno Domini 1953 | Heinrich Abel – Gedenktafel viennatouristguide                                                  | Gedenktafel | Augustinerstraße 3 Standort                            | (1953) |                                                                                  |
| ja    | Datei hochladen | In diesem Hause wirkte und lebte Dr. Alfred Adler geb. 7.2.1870 gest. 28.5.1927 Begründer der Individualpsychologie | Alfred Adler – Gedenktafel viennatouristguide                                                   | Gedenktafel | Dominikanerbastei 10 Standort                          | |                                                                                  |
| ja    | Datei hochladen | Schüler des akademischen Gymnasiums waren die Dichter Peter Altenberg Richard Beer-Hofmann Hugo von Hofmannsthal Arthur Schnitzler Österreichische Gesellschaft für Literatur | Altenberg/Beer-Hofmann/Hofmannsthal/Schnitzler – Gedenktafel ID: 94600 viennatouristguide       | Gedenktafel | Beethovenplatz 1 Standort                              | | Standort: Akademisches Gymnasium                                                 |
| ja    | Datei hochladen | In diesem Hotel wohnte Peter Altenberg in den Jahren von 1913 bis 1919 Franz Kafka und Max Brod stiegen hier mehrere Male ab Österreichische Gesellschaft für Literatur | Peter Altenberg, Franz Kafka, Max Brod – Gedenktafel ID: 96764 viennatouristguide               | Gedenktafel | Dorotheergasse 3 Standort                              | Stein (Marmor) (1964) | Standort: Hotel Graben                                                           |
| ja    | Datei hochladen | Hans Christian Andersen 2. April 1805 in Odense † 4. August 1875 in Kopenhagen An dieser Stelle stand bis zum Ende des 19. Jahrhunderts das Haus Bognergasse 315. Vom 09. Juni 1834 bis 09. Juli 1834 wohnte der dänische Märchendichter HANS CHRISTIAN ANDERSEN im zweiten Stock dieses Hauses. Gewidmet von der ÖSTERREICHISCH DÄNISCHEN GESELLSCHAFT aus Anlass des 50jährigen Bestehens. 24.11.1960 – 24.11.2010 | Hans Christian Andersen – Gedenktafel ID: 101774 viennatouristguide                             | Gedenktafel | Naglergasse 8 Standort                                 | |                                                                                  |
| ja    | Datei hochladen | In diesem Haus starb am 29.9.1973 W. H. Auden geboren in York am 21.2.1907 Österr. Gesellschaft für Literatur Ing. Franz Aufhauser | Wystan Hugh Auden – Gedenktafel ID: 94430 viennatouristguide                                    | Gedenktafel | Walfischgasse 5 Standort                               | |                                                                                  |
| ja    | Datei hochladen | STERBEHAUS DES MEDICINAE DOCTOR Leopold Auenbrugger Edlen von Auenbrugg Erfinders der Perkussion DES BRUSTKORBS geb.19.Nov.1722, gest.18.Mai 1809 A.D.1909 INVENTUM NOVUM | Leopold Auenbrugger – Gedenktafel ID: 96913 viennatouristguide                                  | Gedenktafel | Neuer Markt 9 Standort                                 | Bronze (1909) |                                                                                  |
| ja    | Datei hochladen | Zur Erinnerung an den heimischen Dichter Cornelius Hermann Paul von Ayrenhoff welcher in diesem Hause am 28. Mai 1733 geboren wurde | Cornelius Hermann Paul von Ayrenhoff – Gedenktafel ID: 94431 viennatouristguide                 | Gedenktafel | Singerstraße 7 Standort                                | (1892/2011) | Standort: Deutschordenshaus, Singerstraße 7/Stiege 3 erster Hof (im kleinen Hof) |
| ja    | Datei hochladen | Walter Barth fiel an dieser Stelle am 6.4.1945 für Österreich Ehem. österr. Widers.be.W. Chiffre Gruppe | Walter Barth – Gedenktafel ID: 96759                                                            | Gedenktafel | Bösendorferstraße 4 Standort                           | | Standort: (rechts vom Eingang)                                                   |
| ja    | Datei hochladen | Am 6. April 1945 starb Dr. WALTER BARTH an dieser Stelle den Heldentod im Kampf für Österreichs Freiheit und Unabhängigkeit! Österreichische Liga demokratischer Freiheitskämpfer | Walter Barth – Gedenktafel ID: 106399                                                           | Gedenktafel | Bösendorferstraße 4 Standort                           | | Standort: (links vom Eingang)                                                    |
| ja    | Datei hochladen | In diesem Hause wohnte von 1881–1920 der K.u.K. Generaloberst und Gardekapitän FRIEDRICH GRAF BECK-RIZKOWSKY Chef des Generalstabes von 1881–1906 * 21.3.1830 † 9.2.1920 | Graf Friedrich Beck-Rzikowsky – Gedenktafel viennatouristguide                                  | Gedenktafel | Mölker Bastei 5 Standort                               | |                                                                                  |
| ja    | Datei hochladen | Beethoven wohnte in diesem Hause wiederholt 1804 bis 1815 Symphonie IV, V, VII, Fidelio, Leonoren Ouverture, Nr. 3 Klavier Konzert Nr. 4, Violin Konzert , Streichquartette Op. 59 & 95 und andere Werke | Ludwig van Beethoven – Gedenktafel ID: 96908 viennatouristguide                                 | Gedenktafel | Mölker Bastei 8 Standort                               | Stein (Marmor) (1920) |                                                                                  |
| ja    | Datei hochladen | Beethovens Wohnsitz 1815–1817 Opus 101, 102, 98, 106, 137 | Ludwig van Beethoven – Gedenktafel viennatouristguide                                           | Gedenktafel | Tiefer Graben 8–10 Standort                            | Leopold Christian Pfeffer, Mosaik | Standort: Ferdinand Georg Waldmüller-Hof                                         |
| ja    | Datei hochladen | Josef und Therese Beránek Stiftung für die Barmherzigen Brüder | Josef und Therese Beránek – Gedenktafel viennatouristguide                                      | Gedenktafel | Mölker Bastei 10 Standort                              | |                                                                                  |
| ja    | Datei hochladen | Hier stand bis 1898 das "Schönbrunnerhaus", die Geburtsstätte des Komponisten Alban Berg (1885–1935) Österreichische Gesellschaft für Musik | Alban Berg – Gedenktafel ID: 94655 viennatouristguide                                           | Gedenktafel | Tuchlauben 8 Standort                                  | Stein |                                                                                  |
| ja    | Datei hochladen | Im Jahre 1904 hat an dieser Schule der Komponist Alban Berg die Reifeprüfung abgelegt | Alban Berg – Gedenktafel ID: 94656 viennatouristguide                                           | Gedenktafel | Schottenbastei 7–9 Standort                            | Stein (um 1984) | Standort: Realgymnasium Schottenbastei                                           |
| ja    | Datei hochladen | Hier wohnte 1756–60 und 1763 der kroatische Gelehrte RUDJER J. BOŠKOVIĆ S.J. und schuf sein Hauptwerk "Theorie der Naturphilosophie" aus einem einzigen Atomgesetz das physische Weltbild deutend Technisches Museum Wien 1952 | Rudjer Bošković – Gedenktafel ID: 94666 viennatouristguide                                      | Gedenktafel | Dr.-Ignaz-Seipel-Platz 1 Standort                      | Stein (Solnhofer Schiefer) (1952) |                                                                                  |
| ja    | Datei hochladen | In diesem Haus wurde der Dichter Hermann Broch am 1. November 1886 geboren Österr. Gesellschaft für Literatur | Hermann Broch – Gedenktafel ID: 94671 viennatouristguide                                        | Gedenktafel | Franz-Josefs-Kai 37 Standort                           | Steintafel; Der Schriftsteller und Dichter Hermann Broch konnte als Betroffener der Nürnberger Rassengesetze nach Gestapo-Haft mit Hilfe Thomas Manns über England in die USA emigrieren. Er starb am 31. Mai 1951 in New Haven. (1962) |                                                                                  |
| ja    | Datei hochladen | An dieser Schule maturierten die Schriftsteller und Literaten Hermann Broch 1904 Walter v. Molo 1898 Der Kollegentag | Hermann Broch / Walter v. Molo – Gedenktafel ID: 94672 viennatouristguide                       | Gedenktafel | Schottenbastei 7–9 Standort                            | Stein (1984) | Standort: Realgymnasium Schottenbastei                                           |
| ja    | Datei hochladen | In diesem Hause vollendete Anton Bruckner in der Zeit von 1877 bis 1895 die bedeutendsten seiner Werke Der Wiener Schubertbund seinem Ehrenmitgliede 4. IX. 1924 | Anton Bruckner – Gedenktafel ID: 94673 viennatouristguide                                       | Gedenktafel | Schottenring 5 / Heßgasse 7 Standort                   | Robert Ullmann, Metallrelief mit erhabener Schrift (1924) |                                                                                  |
| ja    | Datei hochladen | Geburtshaus des Philosophen Univ. Prof. Dr. Martin Buber geb. 8.2.1878 gest. 13.6.1965 in Jerusalem Errichtet vom Kulturverein Innere Stadt | Martin Buber – Gedenktafel ID: 94675 viennatouristguide                                         | Gedenktafel | Franz-Josefs-Kai 45 Standort                           | Stein (1990) |                                                                                  |
| ja    | Datei hochladen | In diesem Gebäude arbeiteten von 1922/23 bis 1934 Karl und Charlotte Bühler. Ihr psychologisches Institut, das im Zuge der Wiener Schulreform von der Gemeinde aufgebaut und der Universität zur Verfügung gestellt worden war, zählte zu den bedeutendsten Forschungsstätten der Welt. 1995 | Karl und Charlotte Bühler – Gedenktafel viennatouristguide                                      | Gedenktafel | Bellariastraße 2 Standort                              | |                                                                                  |
| ja    | Datei hochladen | Zum Gedenken an Hildegard Burjan (1883 – 1933) Mitglied des provisorischen Gemeinderates von Dezember 1918 bis Mai 1919, Gründerin der Caritas Socialis, Stark sozial engagiert wirkte sie innovativ, mutig und mit wachem Blick für die Nöte der Menschen Wien, im Mai 2017 | Hildegard Burjan – Gedenktafel                                                                  | Gedenktafel | Standort                                               | (2017) | Standort: Rathaus, Arkadengang                                                   |
| ja    | Datei hochladen | Frederic Chopin 1810-1849 wohnte von November 1830 bis Juli 1831 im 4. Stock des Hauses Kohlmarkt 9 das bis 1900 an dieser Stelle stand Österreichisch Polnische Gesellschaft 17. Oktober 1950 | Frédéric Chopin – Gedenktafel ID: 96892 viennatouristguide                                      | Gedenktafel | Kohlmarkt 9 Standort                                   | Franz Pixner, Marmor (1950) |                                                                                  |
| ja    | Datei hochladen | Der Historiker und Schriftsteller Egon Cäsar Conte Corti wohnte in diesem Hause von 1933 bis 1953. Gewidmet vom Schutzverband der österreichischen Schriftsteller im Verband der geistig schaffenden Österreichs. | Egon Caesar Conte Corti – Gedenktafel viennatouristguide                                        | Gedenktafel | Franziskanerplatz 1 Standort                           | |                                                                                  |
| ja    | Datei hochladen | In diesem Haus, in der Prälatur des Heiligenkreuzer Hofes, lebte der Gründer der Paneuropa-Union und geistige Vater der europäischen Einigung, RICHARD GRAF COUDENHOVE-KALERGI. Von hier aus floh er in der Nacht von 11. auf 12. März 1938 vor den Okkupationstruppen des nationalsozialistischen Deutschland. Die Paneuropabewegung Österreich Anlässlich des 40. Todestages am 27. Juli 2012 | Richard Graf Coudenhove-Kalergi – Gedenktafel viennatouristguide                                | Gedenktafel | Schönlaterngasse 5 Standort                            | | Standort: Heiligenkreuzerhof                                                     |
| ja    | Datei hochladen | Im alten Schönbrunnerhaus wohnte bis zu seinem Tod am 2. März 1892 der Philanthrop und Wohltäter Heinrich Franz von Dassanowsky | Heinrich Franz Dassanowsky – Gedenktafel ID: 96954 viennatouristguide                           | Gedenktafel | Tuchlauben 8 Standort                                  | Stein |                                                                                  |
| ja    | Datei hochladen | An dieser Stelle stand das Wohn- und Sterbehaus des K. K. Hofpoststallpächters Leopold Johannes Dassanowsky 1737 – 1815 der sich um Ausbau und Verbesserung der Poststraßen besonders verdient machte. | Leopold Johannes Dassanowsky – Gedenktafel ID: 96808 viennatouristguide                         | Gedenktafel | Griechengasse 2 Standort                               | Stein (Granit) (um 2000) |                                                                                  |
| ja    | Datei hochladen | An dieser Stelle stand das privilegierte Gasthaus Zum Roten Apfel um dessen Führung sich der Sohn des 1683 kgl.sobieskischen Ritterkommandanten Andrezej Taczanowski Leopold Dassanowsky 1698 – 1761 besonders verdient machte. Gestaltet von der Austria-Mundi-Gesellschaft | Leopold Dassanowsky – Gedenktafel viennatouristguide                                            | Gedenktafel | Singerstraße 3 Standort                                | |                                                                                  |
| ja    | Datei hochladen | Gaetano Donizetti 1797 – 1848 Opernkomponist aus Bergamo und Hofcompositeur in Wien, wohnte und wirkte hier in den Jahren 1843 – 1845 Gewidmet vom Verein Freunde der Musik Gaetano Donizettis Wien, 2005 | Gaetano Donizetti – Gedenktafel viennatouristguide                                              | Gedenktafel | Wipplingerstraße 5 Standort                            | (2005) |                                                                                  |
| ja    | Datei hochladen | In der Schlacht bei Solferino besann sich das Weltgewissen zur Pflicht des Erbarmens 1828 – 1910 Henry Dunant der unsterbliche Samariter schuf das Rote Kreuz Hier stand das alte Kriegsministerium | Henry Dunant – Gedenktafel ID: 96750 viennatouristguide                                         | Gedenktafel | Am Hof 2 Standort                                      | Bronzerelief von Oskar Thiede, Schrift: Reinhold Thiede, Idee: Edith Franken., Stein (Sandstein); Die Gedenktafel wurde am 25. Oktober 1950 enthüllt, ein ursprünglich enthaltener Schreibfehler (HENRI) wurde zwischen 2014 und 1017 auf der Tafel korrigiert. (1950) |                                                                                  |
| ja    | Datei hochladen | In Memoriam Kommerzialrat FRANZ G. DWOŘAK Präsident der Bundeswirtschaftskammer 1953 - 1961 Abgeordneter zum Nationalrat 1950 - 1962 Komm. Rat Ing. Heinz und Helga Robathin | Franz Dwořak – Gedenktafel viennatouristguide                                                   | Gedenktafel | Stubenring 12 Standort                                 | |                                                                                  |
| ja    | Datei hochladen | Hier wohnte 1573 bis 1588 Charles de l’Ecluse, genannt Clusius aus Arras, der berühmteste Botaniker seiner Zeit. Errichtet 1868 von der k.k. zool.bot.Gesellschaft in Wien | Charles de l’Écluse – Gedenktafel ID: 96961 viennatouristguide                                  | Gedenktafel | Wollzeile 10 Standort                                  | Stein (1868) |                                                                                  |
| ja    | Datei hochladen | Constantin von Economo der große Hirnforscher und Menschenfreund wohnte von 1905 - 1931 in diesem Hause | Constantin von Economo – Gedenktafel viennatouristguide                                         | Gedenktafel | Rathausstraße 13 Standort                              | |                                                                                  |
| ja    | Datei hochladen | Hier lehrte und komponierte 1990 - 1996 Gottfried von Einem „Enden werde ich leise, ins Licht entschwindend, mit allem schwerelos verbunden. Es wird erfüllte Stille sein.“ | Gottfried von Einem – Gedenktafel viennatouristguide                                            | Gedenktafel | Hofburg, Marschalltor                                  | |                                                                                  |
| ja    | Datei hochladen | In diesem Hause wohnte von 1903-1936 der O. Ö. Professor für Chirurgie der Universität Wien, D. Dr. h.c. Anton von Eiselsberg Schüler Billroths und Lehrmeister einer grossen Chirurgenschule. | Anton von Eiselsberg – Gedenktafel ID: 96907 viennatouristguide                                 | Gedenktafel | Mölker Bastei 5 Standort                               | Marmor (1960) |                                                                                  |
| ja    | Datei hochladen | Dem Andenken der großen Tänzerin Fanny Elßler 1810 - 1884 Sie ist das Lächeln ihres Jahrhunderts gewesen, eines der seltenen Meisterwerke, die der Schöpfer viele Men- schenalter in seinen Händen wägt, ehe er sie zum Leben entlässt. | Fanny Elssler – Gedenktafel ID: 96934 viennatouristguide                                        | Gedenktafel | Seilerstätte 19 Standort                               | Stein (Marmor) (1936?) |                                                                                  |
| ja    | Datei hochladen | Invicta Privatstiftung - Private Foundation PALAIS EPHRUSSI erbaut 1872/73 von Theophil Hansen Das Gebäude diente ab 1873 als Wohn- und Geschäftshaus der Wiener Bankiersfamilie IGNAZ RITTER VON EPHRUSSI die 1938 gezwungen wurde ihre Heimatstadt zu verlassen | Palais Ephrussi – Gedenktafel ID: 97692                                                         | Gedenktafel | Universitätsring 14 / Ecke Schottengasse Standort      | (2013) |                                                                                  |
| ja    | Datei hochladen | Erinnerung an PROF. DR. PHIL. FRIEDRICH FEXER (1924 – 1959) Er wurde im NS-Regime 1942 als Mitglied Widerstandsgruppe Landgraf jahrelang inhaftiert und wirkte nach dem Krieg an dieser Schule als Lehrer für Latein und Geschichte. | Friedrich Fexer – Gedenktafel ID: 94601                                                         | Gedenktafel | Lothringerstraße Standort                              | Stein (2017) | Standort: Akademisches Gymnasium                                                 |
| ja    | Datei hochladen | In diesem Hause wirkte von 1927 - 1965 der grosse christliche Staatsmann und Mitbegründer der Österr. Volkspartei, Dipl. Ing. Leopold Figl (1902 - 1965) 1933 - 1938 u. 1945 - 1946 Bauernbunddirektor 1945 - 1953 Bundeskanzler 1953 - 1959 Aussenminister 1945 u. 1962 - 1965 Landeshauptmann von Niederösterreich Hier organisierte er bereits in den Apriltagen des Jahres 1945 die Lebens- mittelversorgung der Wiener Bevölkerung und den Wiederaufbau Österreichs. Gewidmet im Oktober 1982 vom Karl v. Vogelsang-Institut Ing. Franz Aufhauser | Leopold Figl – Gedenktafel viennatouristguide                                                   | Gedenktafel | Schenkenstraße 2 Standort                              | Franz Aufhauser |                                                                                  |
| ja    | Datei hochladen | In dem bis Ende des XVIII. Jahrhunderts an dieser Stelle gestandenen Hause, dem alten „Sternhof“ lebte und starb der große Baukünstler Johann Bernard Fischer von Erlach Erbauer der Karlskirche Hofarchitekt der Kaiser Leopold I., Josef I. und Karl VI. geb. in Graz, Juli 1656, gestorben am 5. April 1723 Dem großen Meister errichtet von der Architektenvereinigung „Wiener Bauhütte“ 1908 | Johann Bernhard Fischer von Erlach – Gedenktafel ID: 96933 viennatouristguide                   | Gedenktafel | Schultergasse 5 Standort                               | Stein (Marmor), Metall (Bronze) (1908) |                                                                                  |
| ja    | Datei hochladen | In diesem Gotteshause wirkte Alfred Formey von 1876-1901 als treuer Seelsorger. Dem Todten zur Ehre, den Lebenden zur Mahnung den Kommenden zur Nacheiferung. Gewidmet von seinen Freunden | Alfred Formey – Gedenktafel ID: 96763                                                           | Gedenktafel | Dorotheergasse 18 Standort                             | Marmor | Standort: Im Eingangsbereich/Gebäudeinneren rechts                               |
| ja    | Datei hochladen | Zum Andenken an den RINGSTRASSENARCHITEKTEN PROF. LUDWIG RITTER VON FÖRSTER (1797 - 1863) PIONIER DER WIENER STADTERWEITERUNG ERBAUER DES PALAIS TODESCO Gestiftet von Felix Förster-Streffleur und seinen Freunden | Ludwig Ritter von Förster – Gedenktafel ID: 96888 viennatouristguide                            | Gedenktafel | Kärntnerstraße 51 Standort                             | Stein (Marmor) | Standort: Palais Todesco                                                         |
| ja    | Datei hochladen | In diesem Haus wohnte der Maler Adolf Frankl Pressburg 1903-1983 Wien Hier entstand der Bilderzyklus Visionen aus dem Inferno Darstellungen seiner Erlebnisse im KZ Auschwitz-Birkenau „Mit meinen Werken habe ich allen Völkern dieser Welt ein Mahnmal gesetzt. Es soll niemandem, egal welche Religion, Rasse oder politische Anschauung er vertritt dieses oder ähnliches widerfahren.“ Gewidmet im Gedenkjahr 1998 am 28. September | Adolf Frankl – Gedenktafel ID: 96765 viennatouristguide                                         | Gedenktafel | Dorotheergasse 6–8 Standort                            | Marmor (1998) |                                                                                  |
| ja    | Datei hochladen | In diesem Hause wohnte im Jahre 1894 der große ukrainische Dichter und Gelehrte DR. IWAN FRANKO Wien, 1960 Ukrainischer Frauenbund u. ukr. Gemeinschaft | Iwan Franko – Gedenktafel ID: 96960 viennatouristguide                                          | Gedenktafel | Wipplingerstraße 24–26 Standort                        | Stein (Granit) (1960) |                                                                                  |
| ja    | Datei hochladen | Dr.Karl Ritter von Ghega ERBAUER DER SEMMERINGBAHN STARB IN DIESEM HAUSE AM 14.März 1860 | Karl Ritter von Ghega – Gedenktafel viennatouristguide                                          | Gedenktafel | Lugeck 7 Standort                                      | |                                                                                  |
| ja    | Datei hochladen | Dem Schulreformer Otto Glöckel geb. 8.2.1874, 23.7.1935 gest. Abgeordneter 1907 – 1934 Unterstaatssekretär für Unterricht 1919 – 1920 Präsident des Stadtschulrates 1920 – 1934 Von seinen Freunden gewidmet Erich Pieler 1954 | Otto Glöckel – Gedenktafel ID: 96768 viennatouristguide                                         | Gedenktafel | Dr. Karl Renner Ring 1 Standort                        | Erich Pieler, Viktor Hammer, Stein (Marmor), Metall (Bronze) (1954) | Standort: Palais Epstein                                                         |
| ja    | Datei hochladen | Der große Mathematiker und Logiker Kurt Gödel 1906–1978 hatte hier seinen letzten Wohnsitz vom 9.11.1939 bis zum 10.1.1940 bevor er Wien für immer verließ. | Kurt Gödel – Gedenktafel viennatouristguide                                                     | Gedenktafel | Hegelgasse 5 Standort                                  | |                                                                                  |
| ja    | Datei hochladen | In diesem Hause wurde am 15. Jänner 1791 Franz Grillparzer geboren. Zu Ehren des Dichters die Gemeinde Wien, am 3. Jänner 1873 | Franz Grillparzer – Gedenktafel ID: 96757 viennatouristguide                                    | Gedenktafel | Bauernmarkt 10 Standort                                | | Standort: Insgesamt 4 Tafeln (2 Außen, 2 Innen?)                                 |
| ja    | Datei hochladen | Franz Grillparzer wohnte in den Jahren 1800 – 1812 im Nebenhause Grünangergasse Nr. 10 In den Jahren 1844 – 1849 lebte er in diesem Hause Hier entstanden Teile seiner Dramen „Libussa“ und „Ein Bruderzwist in Habsburg“ Gesellschaft der Freunde Wiens 1984 | Franz Grillparzer – Gedenktafel ID: 96809 viennatouristguide                                    | Gedenktafel | Grünangergasse 10–12 Standort                          | Stein (Granit) (1984) |                                                                                  |
| ja    | Datei hochladen | Franz Grillparzer wirkte 1832 - 1856 als Direktor des Hofkammer- archivs | Franz Grillparzer – Gedenktafel ID: 96884 viennatouristguide                                    | Gedenktafel | Johannesgasse 6 Standort                               | Stein (Carraramarmor) (1952) | Standort: Literaturmuseum                                                        |
| ja    | Datei hochladen | Franz Grillparzer 1791–1872 war Stammgast im Wirtshaus zum Matschakerhof | Franz Grillparzer – Gedenktafel viennatouristguide                                              | Gedenktafel | Spiegelgasse 5 Standort                                | |                                                                                  |
|       | Datei hochladen | In diesem Hause starb Franz Grillparzer … | Franz Grillparzer – Gedenktafel ID: -96946                                                      | Gedenktafel | Spiegelgasse 21                                        | Metall (beschichtet), Holz |                                                                                  |
| ja    | Datei hochladen | In diesem Palais wohnten : Franz Grillparzer 1812 - 1813 und Joseph v. Eichendorff 1810 - 1812 Österreichische Gesellschaft für Literatur | Franz Grillparzer und Joseph von Eichendorff – Gedenktafel ID: 97656 viennatouristguide         | Gedenktafel | Herrengasse 5 Standort                                 | Stein |                                                                                  |
| ja BW | Datei hochladen | In diesem Haus wirkte der große Künstler Fritz Grünbaum *7.4.1880 †14.1.1941 Er war ein guter Österreicher und hat für dieses Bekenntnis im Konzentrationslager den Tod gefunden. Er wollte in seiner Menschenliebe nicht an das Grauen glauben dem er dann selbst zum Opfer fiel. KZ. Gemeinschaft Dachau Lagergemeinschaft Buchenwald | Fritz Grünbaum – Gedenktafel ID: 96963 viennatouristguide                                       | Gedenktafel | Wollzeile 36 Standort                                  | Metall (Nirosta), Glas (1955) | Standort: Kabarett Simpl                                                         |
| ja    | Datei hochladen | Alfred Grünfeld wohnte hier von 1888 bis zu seinem Tode am 4. Jänner 1924 Seinem 1. Ehrenmitgliede der Wiener Lehrer-A Cappella-Chor | Alfred Grünfeld – Gedenktafel ID: 96805                                                         | Gedenktafel | Getreidemarkt 10 Standort                              | Florian Josephu-Drouot, Bronze; die Gedenktafel wurde 1938 entfernt und 1947 wieder aufgestellt. (1924 / 1925) |                                                                                  |
| ja    | Datei hochladen | In diesem Haus wurde am 19. Januar 1914 der Psychiater Univ. Prof. Dr. Friedrich Hacker geboren Er lebte hier bis 1937, emigrierte in die USA und wurde als Autor, Terror- und Aggressionsforscher international bekannt 1968 gründete er die Sigmund-Freud-Gesellschaft in Wien. Er starb 1989 | Friedrich Hacker – Gedenktafel viennatouristguide                                               | Gedenktafel | Hegelgasse 21 Standort                                 | |                                                                                  |
| ja    | Datei hochladen | Hier wohnte und starb der Architekt Theophil Freih. v. Hansen Dr. phil. k.k. Oberbaurat und Professor an der K. k. Akademie der bildenden Künste Erbauer des Parlamentsgebäudes in Wien und vieler anderer Monumentalbauten geboren zu Kopenhagen am 13. Juli 1813 gestorben am 17. Februar 1891 gewidmet von den ehemaligen Schülern des Meisters 1913 | Theophil von Hansen – Gedenktafel ID: 96874 viennatouristguide                                  | Gedenktafel | Hansenstraße 3 Standort                                | Metall (Bronze) (1913) |                                                                                  |
| ja    | Datei hochladen | An der Realschule Schottenbastei maturierte im Jahr 1931 der österreichische Maler Rudolf Hausner (1914-1995) | Rudolf Hausner – Gedenktafel                                                                    | Gedenktafel | Schottenbastei 7–9 Standort                            | | Standort: Realgymnasium Schottenbastei                                           |
| ja    | Datei hochladen | In diesem Hause wohnte Joseph Haydn seit 1750 durch mehrere Jahre Gewidmet von der Gesellschaft der Musikfreunde in Wien | Joseph Haydn – Gedenktafel ID: 96889 viennatouristguide                                         | Gedenktafel | Kohlmarkt 11 Standort                                  | Metall (Bronze) (ca. 1930) |                                                                                  |
| ja    | Datei hochladen | An dieser Stelle stand bis 1894 das Haus in dem Joseph Haydn zwischen 1795 und 1797 wohnte, 2 Messen, Vokalwerke und das „Kaiserlied“ schuf. Die Gesellschaft der Freunde Wiens 1980 | Joseph Haydn – Gedenktafel ID: 96910 viennatouristguide                                         | Gedenktafel | Neuer Markt 2 Standort                                 | Stein; die ursprüngliche Tafel wurde bereits 1932 vom Wiener Schubertbund gestiftet und angebracht, ging im Krieg verloren. Die Inschrift lautete: In diesem Hause, das bis 1894 an dieser Stelle stand, wohnte von 1792 bis zum Sommer 1797 Joseph Haydn. Er schuf hier die zum Hochgesang aller Deutschen gewordene Oesterreichische Volkshymne. Wiener Schubertbund 1932. (1980) |                                                                                  |
| ja    | Datei hochladen | In diesem Hause schuf Friedrich Hebbel seine Dichtungen Agnes Bernauer Gyges und sein Ring Mutter und Kind Die Nibelungen Die Gemeinde Wien zur Jahrhundertfeier des Geburtstages im Jahre 1913 | Friedrich Hebbel – Gedenktafel ID: 96761 viennatouristguide                                     | Gedenktafel | Bräunerstraße 6 Standort                               | |                                                                                  |
| ja    | Datei hochladen | IN DIESEM HAUSE WOHNTE PROF. PETER HERZ 1895 - 1987 SCHRIFTSTELLER, LIBRETTIST TEXTAUTOR U. A. VON "In einem kleinen Café in Hernals" "Schön ist so ein Ringelspiel" GEWIDMET VON AKM | Peter Herz – Gedenktafel ID: 105894                                                             | Gedenktafel | Fischerstiege 1–7 Standort                             | Stein (2012) | Standort: Bei Stiege                                                             |
| ja    | Datei hochladen | Theodor-Herzl-Stiege Dr. Theodor Herzl (1860-1904) Schriftsteller und Journalist Er schrieb 1896 in Wien das Buch „Der Judenstaat“ und gab damit die kühne Idee zur Gründung des Staates Israel. Gewidmet 1996 vom Kulturverein Wien Innere Stadt | Theodor Herzl Stiege – Gedenktafel ID: 96951 viennatouristguide                                 | Gedenktafel | Sterngasse 4, Herzlstiege Standort                     | (1996) |                                                                                  |
| ja    | Datei hochladen | In diesem Haus lebte von 1935 bis 1938 der Philosoph Dietrich v. Hildebrand 1889 – 1977 Seine Liebe zur Wahrheit führte ihn in die katholischen Kirche und in einen kompromisslosen Kampf gegen den Nationalsozialismus. | Dietrich von Hildebrand – Gedenktafel viennatouristguide                                        | Gedenktafel | Habsburgergasse 5 Standort                             | |                                                                                  |
| ja    | Datei hochladen | Der ukrainische Komponist und Dirigent Andrij Hnatyschyn wirkte in dieser Kirche von 1931 bis 1995 | Andrij Hnatyschyn – Gedenktafel ID: 96918 viennatouristguide                                    | Gedenktafel | Postgasse 8 Standort                                   | Metall (Kupfer, Bronze) |                                                                                  |
| ja    | Datei hochladen | Von diesem Gebäude aus rettete Dr. Feng Shan Ho, Chinas Generalkonsul zu Wien, in den Jahren 1938 und 1939 nach dem Anschluss und der sogenannten Reichskristallnacht tausende Juden. Sich den Befehlen seiner Vorgesetzten widersetzend stellte er Visa nach Shanghai aus, um Juden vor der Ermordung durch die Nazis zu bewahren. Für sein außerordentlich mutiges Handeln wurde er im Jahr 2000 durch den Staat Israel posthum als GERECHTER UNTER DEN VÖLKERN geehrt.                                                                              | Feng Shan Ho – Gedenktafel viennatouristguide                                                   | Gedenktafel | Beethovenplatz 3 Standort                              | |                                                                                  |
| ja    | Datei hochladen | Feng Shan Ho (1901-1997) Zwischen 1939 und 1940 rettete Dr. Feng Shan Ho als Generalkonsul der Regierung Chinas in diesem Gebäude in Wien tausende Juden vor dem Holocaust durch die Ausstellung von Visa nach Shanghai und von anderen Dokumenten. Indem er die Anordnungen seines Vorgesetzten ignorierte und seine Karriere und eigene Sicherheit aufs Spiel setzte, handelte er mit Mut, als die meisten anderen dies nicht taten. United States Commission for the Preservation of America's Heritage Abroad Israelische Kultusgemeinde Wien.     | Feng Shan Ho – Gedenktafel viennatouristguide                                                   | Gedenktafel | Johannesgasse 22 Standort                              | |                                                                                  |
| ja    | Datei hochladen | Der Heilige Clemens Maria Hofbauer, Mitglied der Kongregation d Allerh Erlösers, der Apostel Wiens, wirkte in der Kirche und im Kloster ≡Der ehrwürdigen Ursulinen≡ von 1813 bis zu seinem Tode 1820. | Klemens Maria Hofbauer – Gedenktafel ID: 96935 viennatouristguide                               | Gedenktafel | Seilerstätte 26 Standort                               | Stein (1910) |                                                                                  |
| ja    | Datei hochladen | Im Haus das an dieser Stelle stand lebte im Jahr 1918 der erste österreichische Gesundheitsminister der ukrainische Biochemiker und Gelehrte Dr. Johann Horbaczewskyj | Johann Horbaczewskyj – Gedenktafel ID: 96926 viennatouristguide                                 | Gedenktafel | Salvatorgasse 1 Standort                               | Metall (Bronze) |                                                                                  |
| ja    | Datei hochladen | Dr. Balthasar Hubmaier Am 10.3.1528 vor dem Stubentor als Täufer verbrannt. Begründer des religiösen Toleranzgedankens „Christus ist nicht gekommen, dass er metzge, morde und brenne“ (Aus „Von Ketzern und ihren Verbrennern“) die Christen dieser Stadt | Balthasar Hubmaier – Gedenktafel viennatouristguide                                             | Gedenktafel | Dr.-Karl-Lueger-Platz 4 Standort                       | |                                                                                  |
| ja    | Datei hochladen | An dieser Stelle befand sich von 1630 bis 1913 die Apostolische Nuntiatur. Hier wirkte von 1668 bis 1671 Antonio Pignatelli, der spätere Papst Innozenz XII. (1691-1700). Zur Erinnerung an seinen Todestag vor 300 Jahren Wien, am 27. September im Jubiläumsjahr 2000 | Papst Innozenz XII. – Gedenktafel viennatouristguide                                            | Gedenktafel | Am Hof 4 Standort                                      | |                                                                                  |
| ja    | Datei hochladen | Emile Jaques-Dalcroze 1865 – 1950 Komponist, Pianist, Pädagoge und Begründer der Rhythmik „Der Rhythmus ist die Quelle aller Künste“ Er wurde in diesem Haus geboren und lebte hier bis 1875. Seine Methode beruht auf der Erziehung zur Musik und durch Musik. Rhythmik vereint Musik und Bewegung und ist in künstlerischen, pädagogischen und therapeutischen Bereichen weltweit wirksam. | Émile Jaques-Dalcroze – Gedenktafel ID: 97689                                                   | Gedenktafel | Am Hof 8 Standort                                      | Stein (2014) |                                                                                  |
| BW    | Datei hochladen | Dem Babenberger Herzog Heinrich Jasomirgott Stifter der Schottenabtei Gründer des Regentensitzes in Wien Abt Ernest Hauswirth MDCCCXCIII | Heinrich Jasomirgott – Gedenktafel ID: -96802                                                   | Gedenktafel | Freyung 6 Standort                                     | Stein (Sandstein); Strenger Historismus. Die Tafel ist Teil des Jasomirgottdenkmals (Listeneintrag). (1893) | Standort: Schottenkirche                                                         |
| ja    | Datei hochladen | Hier stand das Haus in dem Johann Herbeck Direktor des Hofoperntheaters, Hofkapellmeister, Konzertdirektor der Gesellschaft der Musikfreunde, Gründer und Dirigent ihres Singvereines, Chormeister des Wiener Männergesang-Vereines am 25. Dezember 1831 geboren wurde. Gestiftet an seinem 100. Geburtstage. | Johann Herbeck – Gedenktafel ID: 96797 viennatouristguide                                       | Gedenktafel | Fleischmarkt 14 Standort                               | Stein (Marmor) (1931) |                                                                                  |
| ja    | Datei hochladen | Architekt und Baumeister dieses Hauses K. k. Oberbaurat Dr. h. c. Josef Hlavka (1831 Prestitz, 1908 Prag) Architekt und Mäzen der tschechischen Kunst und Wissenschaft Baumeister der Wiener Oper und weiterer bedeutender Bauten in Wien Stiftung Josef, Marie und Zdenka Hlavka 2016 V. Tanovsky | Josef Hlávka – Gedenktafel ID: 97045                                                            | Gedenktafel | Opernring 6 Standort                                   | V. Tanovsky, Metall (Bronzeguss); Text zweisprachig (2016) |                                                                                  |
| ja    | Datei hochladen | Der grosse tschechische Komponist LEOŠ JANÁČEK 3.7.1854 – 12.8.1928 wohnte hier anlässlich der Wiener Erstaufführung seiner Oper JENUFA an der k. k. Hofoper am 16.2.1918 Österreichisch – Tschechische Gesellschaft 2004 | Leoš Janáček – Gedenktafel ID: 96799 viennatouristguide                                         | Gedenktafel | Fleischmarkt 24 Standort                               | Stein (2004) |                                                                                  |
| ja    | Datei hochladen | In diesem Haus wohnte von 1974-1989 Prof. Stella Kadmon Direktorin und Gründerin (1947) des "Theater der Courage" Gewidmet von der Österr. Frauenbewegung Wien I | Stella Kadmon – Gedenktafel ID: 96801 viennatouristguide                                        | Gedenktafel | Franz-Josefs-Kai 23 Standort                           | Stein (Granit); Stella Kadmon war im Jahr 1931 Mitbegründerin der Kleinkunstbühne „Der liebe Augustin“. Als Betroffene der Nürnberger Rassengesetze flüchtete sie 1938 nach Palästina. 1947 kehrte sie nach Wien zurück, wo sie von 1948 bis 1981 das Theater der Courage leitete. (1990) | Standort: Hinter Glasfassade Eissalon                                            |
| ja    | Datei hochladen | Otto Felix Kanitz 1894 – 1940 Ermordet im KZ Buchenwald wegen seiner Gesinnung und seiner Abstammung | Otto Felix Kanitz – Gedenktafel viennatouristguide                                              | Gedenktafel | Reichsratsstraße 2 Standort                            | |                                                                                  |
| ja    | Datei hochladen | Wenn die Sonne hinter den Dächern versinkt, … IN DIESEM HAUSE LEBTE VIELE JAHRE GRETA KELLER 1903 – 1977 CHANSONSÄNGERIN SCHALLPLATTENSTAR GEWIDMET VON ÖSTERREICHISCHE LOTTERIEN 1999 | Greta Keller – Gedenktafel viennatouristguide                                                   | Gedenktafel | Singerstraße 12 Standort                               | |                                                                                  |
| ja    | Datei hochladen | Hans Kelsen 1881 – 1973 Schüler des Akademischen Gymnasiums 1892 – 1900 Mitgestalter der Bundesverfassung von 1920 und Schöpfer der reinen Rechtslehre Hans Kelsen-Institut und Freunde des Akademischen Gymnasiums | Hans Kelsen – Gedenktafel ID: 94606 viennatouristguide                                          | Gedenktafel | Beethovenplatz 1 Standort                              | Stein | Standort: Akademisches Gymnasium                                                 |
| ja    | Datei hochladen | In Memoriam J.F. Kennedy 1961 1963 Präsident der Vereinigten Staaten | John Fitzgerald Kennedy – Gedenktafel ID: 96922 viennatouristguide                              | Gedenktafel | Rotenturmstraße 1–3 Standort                           | Ferdinand Welz |                                                                                  |
| ja    | Datei hochladen | Hauptmann Gerhard Klinkicht zum Dank. Durch seine Gewissensentscheidung bewahrte er im April 1945 den Stephansdom vor der Zerstörung. | Gerhard Klinkicht – Gedenktafel viennatouristguide                                              | Gedenktafel | Koordinaten fehlen! Hilf mit.                          | |                                                                                  |
| ja    | Datei hochladen | Adam František Kollár 1718 Terchova Slowakei - 1783 Wien Polyhistor „Slowakischer Sokrates“ Leiter der Hofbibliothek in Wien Hofberater von Maria Theresia | Adam František Kollár – Gedenktafel                                                             | Gedenktafel | Wipplingerstraße 24–26 Standort                        | |                                                                                  |
| ja    | Datei hochladen | Wohn- und Sterbehaus von Franciszek Jerzy Kulczycki >Franz Georg Kolschitzky< 1640–1694 Hofkurier und Kundschafter während der Belagerung Wiens 1683 Ihrem Landsmann gestiftet von den Warschauer Konditoren 1983 TABLICE UFUNDOWAŁ CECH RZEMIOSŁ SPOZYWCZYCH Z WARSZAWY | Franz Georg Kolschitzky – Gedenktafel ID: 96762 viennatouristguide                              | Gedenktafel | Domgasse 8 Standort                                    | Bronze (1983) |                                                                                  |
| ja    | Datei hochladen | Hier wohnte 1811–1813 der in Dresden geborene Dichter Theodor Körner Gewidmet von Ing. H. Steinkellner | Theodor Körner – Gedenktafel ID: 96893                                                          | Gedenktafel | Köllnerhofgasse 3 Standort                             | Stein (Granit) (1992) |                                                                                  |
| ja    | Datei hochladen | Hier wohnte von 1918–1945 Theodor Körner Wiener Bürgermeister und Bundespräsident | Theodor Körner – Gedenktafel ID: 96900                                                          | Gedenktafel | Mahlerstraße 5 Standort                                | Stein (Marmor) (1987) |                                                                                  |
| ja    | Datei hochladen | Franz Krenn Musiktheoretiker u. Tondichter wohnte in diesem Hause vom Jahre 1862 bis zu seinem Tode (1897). | Franz Krenn – Gedenktafel ID: 96873 viennatouristguide                                          | Gedenktafel | Habsburgergasse 14 Standort                            | Stein (Marmor) Adresse und Existenz unklar, auf google street view nicht zu finden |                                                                                  |
| ja    | Datei hochladen | In diesem Haus wohnte im Jahre 1840 Conradin Kreutzer (1780–1849) Komponist und Kapellmeister am Kärntnertor-Theater gestiftet von Dr. H. Schindler Freiburg/Breisgau 1968 | Conradin Kreutzer – Gedenktafel ID: 96766 viennatouristguide                                    | Gedenktafel | Dorotheergasse 9 Standort                              | Stein (Sandstein) (1968) |                                                                                  |
| ja    | Datei hochladen | An dieser Stelle stand das Collegium Croaticum (1624–1783) an dem der kroatische Gelehrte Juraj Križanić wirkte. Er kam im Jahre 1683 bei der Verteidigung Wiens ums Leben. Österreichisch-Kroatische Gesellschaft 1993 | Josip Juraj Križanić – Gedenktafel ID: 96927                                                    | Gedenktafel | Schönlaterngasse 13 Standort                           | Metall (Bronze, Kupfer) (1993) |                                                                                  |
| ja    | Datei hochladen | ARTHUR KRUPP (31. Mai 1856, Wien – 21. April 1938, Berndorf) Industrieller Inhaber der Berndorfer Metallwarenfabrik „Tafelkultur Marke Berndorf“ war Schüler des Akademischen Gymnasiums Gewidmet von der Berndorf AG | Arthur Krupp – Gedenktafel ID: 94602                                                            | Gedenktafel | Beethovenplatz 1 (Ecke Kantgasse) Standort             | Stein (2008) | Standort: Akademisches Gymnasium                                                 |
| ja    | Datei hochladen | 1823 1917 Dem Bauernbefreier Hans Kudlich ‚Sein Werk wuchs wie weithin wogendes Korn aus erwachender Saat der Sonne entgegen: Seine Liebe gab uns der Freiheit Segen und die lastenden Ketten zerschlug uns sein Zorn.‘ Errichtet vom Sudetendeutschen Heimatbund 1928 | Hans Kudlich – Gedenktafel ID: 96875                                                            | Gedenktafel | Herrengasse 13 Standort                                | P. Stadler, Stein (1928) | Standort: im Innenhof links                                                      |
| ja    | Datei hochladen | In diesem Haus wohnte von 1894 bis 1938 die Familie LEDERER. August, Serena und Erich Lederer waren bedeutende Mäzene von GUSTAV KLIMT und EGON SCHIELE Beide Künstler waren oft Gäste in diesem Haus. Sie porträtierten zahlreiche Familienmitglieder. Die Familie wurde von den Nationalsozialisten vertrieben und enteignet. | Familie Lederer, Klimt und Schiele – Gedenktafel ID: 108931                                     | Gedenktafel | Bartensteingasse 8 Standort                            | Granit (2017) |                                                                                  |
| ja    | Datei hochladen | Erster Vorschlag für eine Akademie der Wissenschaften in Wien durch GOTTFRIED WILHELM LEIBNIZ 1646–1716 Philosoph, Mathematiker, Physiker, Theologe, Geologe, Techniker, Philologe, Jurist, Historiker und Diplomat | Gottfried Wilhelm Leibniz – Gedenktafel viennatouristguide                                      | Gedenktafel | Sonnenfelsgasse 19 Standort                            | |                                                                                  |
| ja    | Datei hochladen | In diesem Trakt der Hofburg wohnte und wirkte der Dichter Alexander Lernet-Holenia vom Jahre 1952 bis zu seinem Tode 1976 Das österreichische PEN Zentrum seinem Präsidenten und Ehrenmitglied | Alexander Lernet-Holenia – Gedenktafel viennatouristguide                                       | Gedenktafel | Michaelerplatz 1                                       | |                                                                                  |
| ja    | Datei hochladen | Bis 1896 war der Physiker Robert v. Lieben Erfinder der Radioröhre Schüler dieser Anstalt Öst. Verb. F. Elektrotechnik | Robert von Lieben – Gedenktafel ID: 96930 viennatouristguide                                    | Gedenktafel | Schottenbastei 7–9                                     | Stein (um 1984) | Standort: Realgymnasium Schottenbastei                                           |
| ja    | Datei hochladen | Hier stand das Haus des Bürgermeisters Joh. Andreas v. Liebenberg gestorben am 9. September 1683 während der zweiten Türkenbelagerung. In dankbarer Erinnerung an sein leuchtendes Beispiel errichteten diesen Stein am 9. September 1883 die Bürger Wiens | Johann Andreas Liebenberg – Gedenktafel ID: 96751 viennatouristguide                            | Gedenktafel | Am Hof 7 Standort                                      | H. Widler, Stein (Marmor) (1883) |                                                                                  |
| ja    | Datei hochladen | In diesem Hause wohnte Franz Liszt vom Jahre 1869 bis 1886 so oft er in Wien weilte Gewidmet von der Stadt Budapest | Franz Liszt – Gedenktafel ID: 96804 viennatouristguide                                          | Gedenktafel | Freyung 6 Standort                                     | Farkasz, Stein (1936) | Standort: Westseite des Innenhofs des Schottenstifts                             |
| ja    | Datei hochladen | An dieser Stelle befand sich bis zum Jahre 1913 der Bösendorfer Konzertsaal In den glanzvollen musikalischen Darbietungen dieses Hauses war auch Franz Liszt (1811 – 1886) zu hören. Gewidmet von der österreichisch - ungarischen Vereinigung für Kultur und Wirtschaft 1951 Im 140. Geburtsjahr des Meisters. | Franz Liszt – Gedenktafel ID: 96876 viennatouristguide                                          | Gedenktafel | Herrengasse 6–8 Standort                               | Stein (Marmor) (1951) |                                                                                  |
| ja    | Datei hochladen | In diesem Hause wohnte von 1903–1933 der grosse Humanist und Architekt Adolf Loos 1870–1933 Kulturamt der Stadt Wien Österreichische Gesellschaft für Architektur A. Liska | Adolf Loos – Gedenktafel ID: 96758 viennatouristguide                                           | Gedenktafel | Bösendorferstraße 3 Standort                           | |                                                                                  |
| ja BW | Datei hochladen | Univ. Prof. Dr. Adolf Lorenz 1854 1946 Univ. Doz. Dr. Albert Lorenz 1885 1970 In diesem Hause wirkten der Begründer der Orthopädie und sein Sohn von 1903 bis 1970 zum Wohle der Menschheit | Adolf Lorenz, Albert Lorenz – Gedenktafel viennatouristguide HERIS-ID: 110288 Objekt-ID: 127972 | Gedenktafel | Rathausstraße 21 Standort                              | Rudolf Friedl (1991) |                                                                                  |
| ja    | Datei hochladen | Titus Maiorescu 1840–1917 Philosoph – Schriftsteller Aussen- und Kulturminister Rumäniens besuchte das Akademische Gymnasium von 1854 bis 1856 | Titus Maiorescu – Gedenktafel ID: 94603 viennatouristguide                                      | Gedenktafel | Beethovenplatz 1 Standort                              | | Standort: Akademisches Gymnasium                                                 |
| ja    | Datei hochladen | Tomas Garrigue Masaryk (1850 - 1937) Gründer der tschechoslowakischen Republik Philosoph maturierte 1872 am Akademischen Gymnasium. Botschaft der tschechischen Republik Botschaft der slowakischen Republik Verein der Freunde und Förderer des Akademischen Gymnasiums Wien I. Österreichisch - Tschechische Gesellschaft 2005 | Tomáš Garrigue Masaryk – Gedenktafel ID: 94605 viennatouristguide                               | Gedenktafel | Lothringerstraße Standort                              | Stein (2005) | Standort: Akademisches Gymnasium                                                 |
| ja    | Datei hochladen | Tomas Garrigue Masaryk 1850 - 1937 Universitätsprofessor Abgeordneter zum Reichsrat erster Präsident der tschecho- slowakischen Republik wohnte hier in seinen Studienjahren 1870 bis 1873 | Tomáš Garrigue Masaryk – Gedenktafel ID: 96807 viennatouristguide                               | Gedenktafel | Graben 27 Standort                                     | Bronze |                                                                                  |
| ja    | Datei hochladen | Lise Meitner maturierte 1901 als externe Schülerin am Akademischen Gymnasium in Wien. Sie war massgeblich an der Entdeckung und Interpretation der Kernspaltung beteiligt | Lise Meitner – Gedenktafel ID: 94608 viennatouristguide                                         | Gedenktafel | Beethovenplatz 1 Standort                              | Stein (2000) | Standort: Akademisches Gymnasium                                                 |
| ja    | Datei hochladen | Marc Aurel Straße 5 HIER KONNTEN UND DURFTEN JÜDISCHE KINDER NOCH KINDER SEIN In diesem Haus wirkte von 1938 bis 1941 der charismatische Erzieher und mutige Leiter der Jugendalijah-Schule Jual ARON MENCZER Geboren 18.4.1917, ermordet 7.10.1943 Am 24. September 1942 wurde er in das Ghetto Theresienstadt deportiert. Im Oktober 1943 begleitete Aron Menczer freiwillig 1200 Waisenkinder in das Vernichtungslager Auschwitz, wo er mit ihnen ermordet wurde. Gewidmet in Dankbarkeit von den Überlebenden                                      | Aron Menczer – Gedenktafel ID: 91403                                                            | Gedenktafel | Marc-Aurel-Straße 5 Standort                           | Alex Kubik, Gedenkstein für den 1943 in Auschwitz ermordeten Aron Menczer, Leiter der Schule der Kinder- und Jugend-Alijah, der es in diesem Rahmen unter Ausschlag aller persönlichen Fluchtmöglichkeiten ermöglichte, tausende jüdische Kinder und Jugendliche außer Landes zu bringen. (2011) |                                                                                  |
| ja    | Datei hochladen | n diesem Hause lebte und starb Pietro Metastasio Seinem Andenken von Italienern und Österreichern geweiht 12. April 1882 | Pietro Metastasio – Gedenktafel ID: 96890 viennatouristguide                                    | Gedenktafel | Kohlmarkt 11 Standort                                  | Stein (Marmor) (1882) |                                                                                  |
| ja    | Datei hochladen | Franciscus eques de Miklosich MDCCCXIII - MDCCCLXXXXI huius academiae socius linguarum litterarumque slavicarum investigator cunctis aevi aequalibus opere praestans | Franz von Miklosich – Gedenktafel                                                               | Gedenktafel | Dr.-Ignaz-Seipel-Platz 2                               | |                                                                                  |
| ja    | Datei hochladen | LUDWIG von MISES 29.9.1881 in Lemberg – 10.10.1973 in New York Ökonom und Sozialphilosoph Vordenker der Wiener Schule der Ökonomie besuchte das Akademische Gymnasium von 1892 – 1900 Gewidmet von Dr. Christian Pirkner und dem Institut für Wertewirtschaft | Ludwig von Mises – Gedenktafel ID: 94610                                                        | Gedenktafel | Beethovenplatz 1 Standort                              | | Standort: Akademisches Gymnasium                                                 |
| ja    | Datei hochladen | Wolfgang Amadeus Mozart 1756 – 1791 trat in der zweiten Oktober Woche des Jahres 1762 in diesem Hause erstmals vor die Öffentlichkeit der Stadt, die ihm einst Heimat und Schicksal werden sollte. Mozartgemeinde Wien 1956 | Wolfgang Amadeus Mozart – Gedenktafel ID: 96752 viennatouristguide                              | Gedenktafel | Am Hof 13 Standort                                     | Stein (1956) |                                                                                  |
| ja    | Datei hochladen | An dieser Stelle stand das Haus No. 244 in dem W. A. Mozart im Jahre 1783 wohnte Genossenschaft der Gastwirte 1929 | Wolfgang Amadeus Mozart – Gedenktafel ID: 96885 viennatouristguide                              | Gedenktafel | Judenplatz 3–4 Standort                                | Stein (Marmor) (1929) |                                                                                  |
| ja    | Datei hochladen | In diesem Hause wohnte MOZART im Jahre 1781 und componirte hier seine „Entführung aus dem Serail“ | Wolfgang Amadeus Mozart – Gedenktafel ID: 96906 viennatouristguide                              | Gedenktafel | Milchgasse 1 Standort                                  | Metall (Bronze) |                                                                                  |
| ja    | Datei hochladen | In diesem Hause wohnte Wolfgang Amadeus Mozart ≡ 1784–1787 ≡ und schreib hier seine Oper „Die Hochzeit des Figaro“ Zur Erinnerung errichtet vom Wiener Männergesang-Verein 1906. | Wolfgang Amadeus Mozart – Gedenktafel ID: 96932                                                 | Gedenktafel | Schulerstraße 8 Standort                               | Stein (Marmor) (1906) |                                                                                  |
| ja    | Datei hochladen | Wolfgang Amadeus Mozart wohnte im deutschen Hause vom 16. März bis zum 2. Mai 1781 1906 | Wolfgang Amadeus Mozart – Gedenktafel ID: 96944 viennatouristguide                              | Gedenktafel | Singerstraße 7 Standort                                | Stein (1906) | Standort: in der Einfahrt                                                        |
| ja    | Datei hochladen | 1788 gründete hier der Leibkoch der Kaiserin Maria Theresia, Franz Jahn, ein Nobelrestaurant, eine so genannte Traiteurie, wo berühmte Konzerte statt- fanden. Wolfgang Amadeus Mozart führte hier 1788 ein Pastorale von Händel und Ludwig van Beethoven 1797 ein Quintett für vier Bläser und Pianoforte auf.” | Wolfgang Amadeus Mozart – Gedenktafel viennatouristguide                                        | Gedenktafel | Himmelpfortgasse 6 Standort                            | |                                                                                  |
| ja    | Datei hochladen | Am 10. Dezem ber 1791 wurde in dieser Kirche für Wolfgang Amadeus Mozart das Seelenamt gehalten, dabei erklangen Teile seines Requiems zum ersten Mal. | Wolfgang Amadeus Mozart – Gedenktafel viennatouristguide                                        | Gedenktafel | Michaelerplatz 5                                       | |                                                                                  |
| ja    | Datei hochladen | An dieser Stätte wurde des unsterblichen W. A. Mozart Leichnam am 5. Dez. 1791 eingesegnet Wr. Schubertbund 1931 | Wolfgang Amadeus Mozart – Gedenktafel ID: 96948 viennatouristguide                              | Gedenktafel | Stephansplatz 1 (gegenüber Nr. 6) Standort             | Roter Marmor, Goldschrift, kreisrundes Medaillon (Porträt); Stein (Marmor), Metall (1931) | Standort: im Dom in der Kreuzkapelle                                             |
| ja    | Datei hochladen | Wolfgang Amadeus Mozart und Constanze Weber wurden am 4. August 1782 in ihrer Wohnpfarre St. Stephan getraut. Ihr viertes Kind Johannes und ihr sechstes Kind Franz empfingen im Stephansdom die Taufe. Nach Mozarts Tod am 5. Dezember 1791 - kurz davor hatte er sich noch um die Kapellmeister-Adjunktstelle bei St. Stephan beworben - wurde am 6. Dezember das Requiem gefeiert und sein Leib in der Kreuzkapelle eingesegnet. Aus Anlaß seines 250. Geburtstages Die Domkirche St. Stephan AD. MMVI                                              | Wolfgang Amadeus Mozart – Gedenktafel viennatouristguide                                        | Gedenktafel | Stephansplatz 1                                        | | Standort: Dom – Taufkapelle                                                      |
| ja    | Datei hochladen | In diesem Hause wohnte Wolfgang Amadeus Mozart während seines dritten Wiener Auf- enthaltes im Sommer des Jahres 1779 Das Erleben der Musik Wiens hier seinen Weg zum Meister deutscher Kunst. | Wolfgang Amadeus Mozart – Gedenktafel ID: 96953 viennatouristguide                              | Gedenktafel | Tiefer Graben 18 Standort                              | |                                                                                  |
| ja    | Datei hochladen | An dieser Stelle stand bis 1849 das Haus in welchem Mozart am 5. Dezember 1791 gestorben ist. Gesellschaft der Musikfreunde Wien, 1927 | Wolfgang Amadeus Mozart – Gedenktafel ID: 96921 viennatouristguide                              | Gedenktafel | Rauhensteingasse 8 Standort                            | |                                                                                  |
| ja    | Datei hochladen | In einem Vorgängerbau dieses Hauses dem sogenannten Eineder- oder Muffathaus lebten im 18. Jahrhundert mehrere Mitglieder der Familie Muffat. Der Komponist und kaiserliche Hof- und Kammerorganist GOTTLIEB MUFFAT (1690 - 1770), Sohn des bedeutenden Barockkomponisten Georg Muffat, wohnte hier durch mehrere Jahrzehnte bis zu seinem Tod 9.12.1770 Gewidmet von Peter und Carol Muffat | Musikerfamilie Muffat – Gedenktafel viennatouristguide                                          | Gedenktafel | Weihburggasse 2 Standort                               | Metall (Kupfer) (1996–1998) |                                                                                  |
| ja    | Datei hochladen | In diesem Hause wurde Johann Nestroy am 7. Dezember 1801 geboren | Johann Nestroy – Gedenktafel ID: 96760 viennatouristguide                                       | Gedenktafel | Bräunerstraße 3 Standort                               | Stein; Die Gedenktafel wurde ursprünglich am Haus Schultergasse 5 angebracht. Nachdem sich dies laut Taufbuch der Pfarre St. Michael als Fehler herausstellte, wurde die Gedenktafel 1952 entfernt und am Haus Bräunerstraße 3 angebracht. Nestroy war erst im Alter von 1½ Jahren mit seiner Familie in die Schultergasse 5 übersiedelt. |                                                                                  |
| ja    | Datei hochladen | Otto Nicolai 1810 – 1849 Begründer der Wiener Philharmonischen Konzerte 1842 R. Bachmann | Otto Nicolai – Gedenktafel ID: 96936 viennatouristguide                                         | Gedenktafel | Seilerstätte 30 Standort                               | Rudolf Bachmann, Stein (Marmor), Metall (Bronze) |                                                                                  |
| ja    | Datei hochladen | Zum Gedenken an die Ermordung des amtsführenden Stadtrates Heinz Nittel geboren am 29.10.1930 in Klagenfurt Er wurde von Terroristen auf dem Weg zur Kundgebung am 1. Mai 1981 erschossen. Die Stadt Wien setzte diesen Stein zur 10. Wiederkehr seines Todestages. Errichtet unter Bürgermeister Dr. Helmut Zilk | Heinz Nittel – Gedenktafel                                                                      | Gedenktafel | Standort                                               | (1991) | Standort: Rathaus, Arkadengang                                                   |
| ja    | Datei hochladen | Hier lebte und wirkte durch viele Jahre Dositej Obradović 1742–1811 Literat und Reformator der serbischen Literatur | Dositej Obradović – Gedenktafel viennatouristguide                                              | Gedenktafel | Steyrerhof 3 Standort                                  | |                                                                                  |
| ja    | Datei hochladen | In diesem Haus befand sich bis März 1938 die Verlagsbuchhandlung Moritz Perles Im Gedenken an alle jüdischen Buchhändler und Verleger Wiens, deren Leben und Existenz nach dem „Anschluß“ Österreichs vernichtet wurde, gewidmet vom Hauptverband des österreichischen Buchhandels. | Moritz Perles – Gedenktafel viennatouristguide                                                  | Gedenktafel | Seilergasse 4 Standort                                 | |                                                                                  |
| ja    | Datei hochladen | Jože Plečnik 1872-1957 Dem Architekten zum 100-jährigen Bestehen dieses Hauses 2005 Arhitektu te hiše ob njeni stoletnici | Jože Plečnik – Gedenktafel viennatouristguide                                                   | Gedenktafel | Bauernmarkt 5–7 Standort                               | |                                                                                  |
| ja    | Datei hochladen | Vor dem Burgtor widersetzte sich am 13. März 1848 der Oberfeuer- werker Johann Pollet mit Gefahr seines eigenen Le- bens dem Befehle, die Kano- nen gegen die Volksmenge abzufeuern | Johann Pollet – Gedenktafel ID: 96905                                                           | Gedenktafel | Michaelerplatz 2 Standort                              | Metall (Bronze); Nach Entfernung in den 1930er Jahren wurde die Tafel 1948 an ihrem ursprünglichen Platz am Looshaus wieder angebracht. Am 20.5.1992 wurde sie schließlich am Haus Michaeler Platz 2 (Palais Herberstein) angebracht. | Standort: ursprünglich am Looshaus                                               |
| ja    | Datei hochladen | Zur Sühne für den Justizmord, begangen im Jahre 1795 unter Kaiser Franz I, an dem mutigen Bekenner der Freiheitsidee Magistratsrat Martin Josef Prandstätter und seinen Genossen widmete diesen Stein die Vereinigung der sozialdemokratisch organisierten Angestellten und Bediensteten der Stadt Wien errichtet im Jahre 1923 unter dem Bürgermeister Jakob Reumann. | Martin Joseph Prandstätter – Gedenktafel ID: 96919                                              | Gedenktafel | Standort                                               | Stein (Marmor); 1934 abmontiert und 1954 wieder angebracht. (1923) | Standort: Rathaus, Arkadengang                                                   |
| ja    | Datei hochladen | In diesem Haus starb am 2. Dezember 1847 der Dichter und Mäzen Johann Ladislaus Pyrker. Er war Abt des Zisterzienserstiftes Lilienfeld 1812-1819. Bischof von Zips 1818-1820. Patriarch von Venedig 1821-1827. Patriarch-Erzbischof von Erlau 1827-1847. ein Forderer von Franz Schubert, Franz Grillparzer und Josef Danhauser. ein Gründungsvater des Kurortes Bad Hofgastein und ein Gründungsmitglied der Österr. Akademie der Wissenschaften. Gewidmet am 2. Dezember 2022 anlässlich seines 175. Todestages im Jahre seines 250. Geburtstages.   | Johann Ladislaus Pyrker – Gedenktafel                                                           | Gedenktafel | Sterngasse 3 Standort                                  | Stein (enthüllt 2023) |                                                                                  |
| ja    | Datei hochladen | Hier lebte und starb Helmut Qualtinger 13. Februar 1975 - 29. September 1986 gewidmet von Vera Borek-Qualtinger und dem Thomas Sessler Verlag | Helmut Qualtinger – Gedenktafel viennatouristguide                                              | Gedenktafel | Schönlaterngasse 5 Standort                            | | Standort: Heiligenkreuzerhof                                                     |
| ja    | Datei hochladen | Julius Raab 1891 – 1964 In diesem Gebäude wirkte seit der Wiederbegründung der Bundeskammer der gewerblichen Wirtschaft Österreichs, vom 10. Dezember 1946 bis 18. April 1953 und vom 26. Mai 1961 bis 8. Jänner 1964, der Freiheitskanzler Österreichs, Ing. Julius Raab, als deren Präsident. Julius Raab – Gedenkverein 1987 | Julius Raab – Gedenktafel viennatouristguide                                                    | Gedenktafel | Stubenring 12 Standort                                 | (1987) |                                                                                  |
| ja    | Datei hochladen | Ennek az épületnek a helyén állt a XVII. század végén az Aspremont-palota. Itt szállt meg gyakori bécsi tartózkodásai idején az 1690-es években II. Rákóczi Ferenc, az 1703–1711 évi magyar szabadságharc vezére. Hier stand Ende des 17. Jahr- hunderts das Palais Aspremont. In diesem Gebäude verweilte während seiner mehrmaligen Wiener Aufenthalte in den 1690er Jahren Fürst Ferenc Rakoczi II., der nachher an der Spitze des ungarischen Freiheitskampfes 1703–1711 stand. [Text zweisprachig, ungarisch und deutsch]                         | Fürst Ferenc Rakoczi – Gedenktafel ID: 95655 viennatouristguide                                 | Gedenktafel | Himmelpfortgasse 13 Standort                           | Marmor (1977) |                                                                                  |
| ja    | Datei hochladen | Benedict Randhartinger Ruprechtshofen 1802–1893 Wien Komponist – Sänger – Hofkapellmeister war von 1812–1819 Schüler des Akademischen Gymnasiums. Damals Bäckerstraße 20. Benedict Randhartinger-Gesellschaft | Benedict Randhartinger – Gedenktafel ID: 109054                                                 | Gedenktafel | Beethovenplatz 1 Standort                              | Travertin (2020) |                                                                                  |
| ja    | Datei hochladen | Dr. José P. Rizal (1861 - 1896) Dr. José P. Rizal, philippinischer Nationalheld, wohnte vom 20. bis 24. Mai 1887 im Hotel Metropole, das sich an dieser Stelle befand. Ein österreichischer Lehrer, Professor Ferdinand Blumentritt unterstützte Rizals Aktion in Europa gegen die spanische Kolonialherrschaft. | José Rizal – Gedenktafel ID: 97187 viennatouristguide                                           | Gedenktafel | Franz Josefs-Kai 31 Standort                           | |                                                                                  |
| ja    | Datei hochladen | An dieser Stelle stand das Wohn – und Sterbehaus des Komponisten und Hofkapellmeisters Antonio Salieri 1750 – 1825 | Antonio Salieri – Gedenktafel ID: 96806 viennatouristguide                                      | Gedenktafel | Göttweihergasse/Spiegelgasse Standort                  | Stein (2000) |                                                                                  |
| ja    | Datei hochladen | An dieser Stelle stand das Wohn- und Sterbehaus des ungarischen Humanisten Johannes Sambucus-Zsámboky 1531 ....... 1584 Kamenyeczky, 84 | Johannes Sambucus-Zsámboky – Gedenktafel ID: 96943 viennatouristguide                           | Gedenktafel | Singerstraße 3 Standort                                | Stephan Kamenyeczky, Stein (1984) |                                                                                  |
| BW    | Datei hochladen | Franz Schalk 1863–1931 Die Wiener Philharmoniker ihrem grossen Dirigenten und Förderer, der in dem Hause, das einst an dieser Stelle stand, am 27. Mai 1863 geboren wurde. | Franz Schalk – Gedenktafel ID: 96796 viennatouristguide                                         | Gedenktafel | Fleischmarkt 1 (ident mit Rotenturmstraße 20) Standort | Lois Lidauer, Metall (Kupfer, Messing) (1963) |                                                                                  |
| ja    | Datei hochladen | Hier in diesem Hause wohnte der schlesische Tondichter Dr. Eduard Schön, genannt E. S. Engelsberg geb. 23.1.1825, gest. 27.5.1879 Gewidmet vom Verein der Schlesischen Gemeinde in Wien 29. Mai 1927 | Eduard Schön – Gedenktafel viennatouristguide                                                   | Gedenktafel | Herrengasse 14 Standort                                | (1927) |                                                                                  |
| ja    | Datei hochladen | Erwin Schrödinger Nobelpreis für Physik 1933 Schüler des Akademischen Gymnasiums von 1898 bis 1905 | Erwin Schrödinger – Gedenktafel ID: 94607 viennatouristguide                                    | Gedenktafel | Beethovenplatz 1 Standort                              | Stein | Standort: Akademisches Gymnasium                                                 |
| ja    | Datei hochladen | Franz Schubert war von 1808 bis 1813 Schüler des Akademischen Gymnasiums. Damals Bäckerstraße 20. Österreichische Gesellschaft für Musik Bundesministerium für Unterricht und Kunst | Franz Schubert – Gedenktafel ID: 94609 viennatouristguide                                       | Gedenktafel | Beethovenplatz 1 Standort                              | Stein | Standort: Akademisches Gymnasium                                                 |
| ja    | Datei hochladen | In diesem Hause des einstigen k. k. Stadtconviktes besuchte Franz Schubert von 1808–1813 das akademische Gymnasium als Pensio- när & Hofsängerknabe gestiftet v. Wiener Männer Gesang Verein 1924 | Franz Schubert – Gedenktafel ID: 96767 viennatouristguide                                       | Gedenktafel | Dr. Ignaz Seipel Platz 1 Standort                      | Entwurf: Arch. Wilfert, Stein (Marmor) (1924) |                                                                                  |
| ja    | Datei hochladen | Franz Schubert wohnte 1822-23 in diesem Hause bei seinem Freunde Franz v. Schober u. schuf hier u. a. die H-Moll Sinfonie. Wiener Schubertbund 1928. | Franz Schubert – Gedenktafel ID: 96947 viennatouristguide                                       | Gedenktafel | Spiegelgasse 9 Standort                                | J. Beyer, Stein (Marmor), Metall (Bronze) (1928) | Standort: Göttweiger Hof                                                         |
| ja    | Datei hochladen | In diesem Hause wohnte ROBERT SCHUMANN vom Oktober 1838 bis April 1839 DEM TONDICHTER DER ROMANTIK ANLÄSSLICH DER HUNDERTSTEN WIEDERKEHR DES STERBETAGES AM 29. JULI 1956 GEWIDMET VON DER AKADEMIE FÜR MUSIK UND DARSTELLENDE KUNST IN WIEN | Robert Schumann – Gedenktafel ID: 96929 viennatouristguide                                      | Gedenktafel | Schönlaterngasse 7a Standort                           | Stein (1956) |                                                                                  |
| ja    | Datei hochladen | In diesem Hause wirkte bis zu seinem Tode Vizekanzler Dr. h.c. Ing. Vinzenz Schumy 1878 – 1962 Gründer und Obmann der Warenzentrale österreichischer Verbände Generalanwalt des österreichischen Raiffeisenverbandes. Er hat sich um Österreichs Landwirtschaft größte Verdienste erworben. | Vinzenz Schumy – Gedenktafel viennatouristguide                                                 | Gedenktafel | Neuer Markt 2 Standort                                 | |                                                                                  |
| ja    | Datei hochladen | Der selige Anton Maria Schwartz Gründer der Kalasantinerkongregation Arbeiterapostel von Wien lebte 1871-75 als Priesterseminarist in diesem Hause. | Anton Maria Schwartz – Gedenktafel viennatouristguide                                           | Gedenktafel | Stephansplatz 3 Standort                               | |                                                                                  |
| ja    | Datei hochladen | In diesem Hause wurde Moriz von Schwind am 21. Jänner 1804 geboren. Dem Andenken des berühmten Malers die Gemeinde Wien. | Moritz von Schwind – Gedenktafel ID: 96798                                                      | Gedenktafel | Fleischmarkt 15 Standort                               | Stein (Marmor) (1901) |                                                                                  |
| ja    | Datei hochladen | Des Dichters Joh. Gab. Seidl Geburtsstätte (21. Juni 1804) | Johann Gabriel Seidl – Gedenktafel ID: 96895 viennatouristguide                                 | Gedenktafel | Krugerstraße 8 Standort                                | Stein (Granit) |                                                                                  |
| ja    | Datei hochladen | Dem Vorkämpfer für die Freiheit Wiens und die, Rechte der Stände Österreichs gegen Fürstenwillkür, Dr. Martin Capini, genannt Martin Siebenbürger 1521 Bürgermeister von Wien, unter Ferdinand I. in Wienerneustadt enthauptet am 11. August 1522, setzte diesen Stein die Stadt Wien zur 400. Wiederkehr seines Todestages errichtet unter dem Bürgermeister Jakob Reumann. | Martin Siebenbürger – Gedenktafel ID: 96920                                                     | Gedenktafel | Standort                                               | Stein (1922) | Standort: Rathaus, Arkadengang                                                   |
| ja    | Datei hochladen | In diesem Haus wurde am 17. April 1900 unter dem Vorsitz des bekannten Ballonfahrers, Sportjournalisten und Politikers Viktor Silberer 25.10.1846 – 11.4.1924 der Wiener Aero-Club gegründet ab 1910 Österreichischer Aero-Club. Errichtet vom Wiener Aero-Club Traditionsverband April 2000 | Viktor Silberer – Gedenktafel viennatouristguide                                                | Gedenktafel | Annagasse 3 Standort                                   | |                                                                                  |
| ja    | Datei hochladen | In diesem Haus verstarb in der Nacht zum 23. Jänner 1939 unter ungeklärten Umständen der Wiener Fußballkönig Matthias Sindelar, genannt "der Papierene". Sindelar, geb. am 10. Februar 1903 in Kozlau (heute Kozlov, Tschechien), war lange Jahre Herzstück und spielerischer Kopf sowohl der Wiener Austria als auch des legendären Wunderteams. Gewidmet von seiner Wiener Austria Wien, im Mai 2008 | Matthias Sindelar – Gedenktafel ID: 96753 viennatouristguide                                    | Gedenktafel | Annagasse 3 Standort                                   | Granit (2008) |                                                                                  |
| ja    | Datei hochladen | Jan III. Sobieski König von Polen Oberbefehlshaber der vereinigten Heere besuchte hier am 13. September 1683 nach der Befreiung Wiens von den türkischen Belagerern die Heilige Messe. Komitee ‹300 Jahre Entsatz von Wien mit König Jan III. Sobieski› September 1983 | Jan Sobieski III. – Gedenktafel viennatouristguide                                              | Gedenktafel | Augustinerkirche Standort                              | |                                                                                  |
| ja    | Datei hochladen | Der Musiker Victor Sokolowski wohnte hier von 1942 bis 1982. Er war ein Schüler von Josef Matthias Hauer und widmete sein Leben der Verbreitung des Zwölftonspieles. | Victor Sokolowski – Gedenktafel ID: 96897 viennatouristguide                                    | Gedenktafel | Lichtenfelsgasse 7 Standort                            | Stephan Kamenyeczky, Stein (Marmor) (1983) |                                                                                  |
| ja    | Datei hochladen | An dem bis 1874 an dieser Stelle gestandenen Arkadenhaus lebte und starb JOSEF SONNLEITHNER (1766 – 1835), der 1812 die Gesellschaft der Musikfreunde in Wien gegründet hat. GEWIDMET VON DER ÖSTERREICHISCHEN BEAMTENVERSICHERUNG | Joseph Sonnleithner – Gedenktafel viennatouristguide                                            | Gedenktafel | Bräunerstraße 2 Standort                               | |                                                                                  |
| ja    | Datei hochladen | In diesem Hause wohnte Adalbert Stifter in den Jahren 1842-1848 | Adalbert Stifter – Gedenktafel ID: 96938 viennatouristguide                                     | Gedenktafel | Seitenstettengasse 2 Standort                          | Stein (Marmor), Bronzerelief (Porträtmedaillon von Rathausky) (1930) |                                                                                  |
| ja    | Datei hochladen | Von hier aus beobachtete ADALBERT STIFTER am 8. Juli 1842 die einzige im Wien der Neuzeit eingetretene totale SONNENFINSTERNIS ERRICHTET 1994 AUF INITIATIVE DES JUGENDCLUBS " DINGI-VINDEMIATRIX " mit Förderung durch die MA 7 | Adalbert Stifter Sonnenfinsternis – Gedenktafel ID: 96939 viennatouristguide                    | Gedenktafel | Seitenstettengasse 2 Standort                          | Sonnenfinsternis vom 8. Juli 1842; Stein (Marmor) (1994) |                                                                                  |
| ja    | Datei hochladen | In diesem Hause wohnte und wirkte BAURAT WILHELM STIASSNY 1901 – 1910 | Wilhelm Stiassny – Gedenktafel ID: 96894 viennatouristguide                                     | Gedenktafel | Krugerstraße 8 Standort                                | Stein (Granit) |                                                                                  |
| ja    | Datei hochladen | In diesem Hause lebte und wirkte 1935-1975 der weltberühmte Komponist und Dirigent Robert Stolz Ehrenbürger der Stadt Wien. Viele seiner unsterblichen Melodien die um die Welt gegangen sind und in denen er Österreich verherrlichte entstanden hier. | Robert Stolz – Gedenktafel ID: 96795 viennatouristguide                                         | Gedenktafel | Elisabethstraße 16 Standort                            | Rudolf Schwaiger, Granit („Rubin“) (1979) |                                                                                  |
| ja    | Datei hochladen | In diesem Haus wohnte von 1886 bis zu seinem Tod am 28. Dezember 1916 der Komponist und Kapellmeister Eduard Strauß Mit seiner Kapelle hat er die Musik der Strauß-Dynastie in der ganzen Welt verbreitet. | Eduard Strauß – Gedenktafel viennatouristguide                                                  | Gedenktafel | Reichsratsstraße 9 Standort                            | |                                                                                  |
| ja    | Datei hochladen | Johann Strauss (Vater) starb am 25. September 1849 im kleinen Ramhof, der bis zum Jahre 1914 an dieser Stelle stand. Gewidmet vom Alt-Wienerbund im Jahre 1949 | Johann Strauss Vater – Gedenktafel ID: 96896 viennatouristguide                                 | Gedenktafel | Kumpfgasse 11 Standort                                 | Florian Josephu, Stein (Marmor), Metall (Bronze) (1949) |                                                                                  |
| ja    | Datei hochladen | In diesem Haus wirkte unbeirrt und wegweisend für Kirche / Heimat / Kultur und Wissenschaft der Priester Dr. Karl Strobl 1908–1984 Gründer der katholischen Hochschulgemeinde Wien | Karl Strobl – Gedenktafel viennatouristguide                                                    | Gedenktafel | Ebendorferstraße 8 / Grillparzerstraße 6 Standort      | |                                                                                  |
| ja    | Datei hochladen | In diesem Hause wurde am 26. Oktober 1879 Prof. Dr. Oskar Strnad geboren der als Architekt, Lehrer und Bühnenbildner Weltruf erlangte. Errichtet von der Stadt Wien am 26. X. 1949 | Oskar Strnad – Gedenktafel ID: 96925                                                            | Gedenktafel | Ruprechtsplatz 1 Standort                              | (1949) |                                                                                  |
| ja    | Datei hochladen | In diesem Hause wohnte und starb TONDICHTER FRANZ VON SUPPÉ geboren 18. August 1819 – gestorben 21. Mai 1895. Er komponierte 31 Operetten, 180 Possen und Ballette. Seine bekanntesten Werke sind: Die schöne Galanthee, Flotte Burschen, Leichte Cavallerie, Fatinitza, Boccaccio, Donna Juanita, Die Afrikareise, Das Pensionat, Zehn Mädchen und kein Mann, Banditenstreiche, Frau Meisterin Errichtet am 6. Juni 1924 von seinen Verehrern | Franz von Suppè – Gedenktafel viennatouristguide                                                | Gedenktafel | Opernring 23 Standort                                  | (1924) |                                                                                  |
| ja    | Datei hochladen | 1905 2005 Bertha von Suttner Friedensnobelpreis Hier lebte und starb Bertha von Suttner *9.6.1843-†21.6.1914 die Gründerin der Österreichischen Friedensgesellschaft | Bertha von Suttner – Gedenktafel ID: 96964 viennatouristguide                                   | Gedenktafel | Zedlitzgasse 7 Standort                                | Rudolf Schwaiger, Stein; Die Angaben beziehen sich auf die untere der beiden Tafeln. (1963) | Standort: Innen, im Hausflur!                                                    |
| ja    | Datei hochladen | Hier wurde am 21. September 1791 der große Staatsmann und Erneuerer Ungarns Stephans Graf Szechenyi geboren. 1966 | Stephan Széchenyi – Gedenktafel viennatouristguide                                              | Gedenktafel | Herrengasse 5 Standort                                 | |                                                                                  |
| ja    | Datei hochladen | Motus Joannes de Thaw Genitoris honore, qui placida functus morte Gerhardus erat, condidit has aedes, quas instauravit, ut isto posteritas posset grata labore frui. MDLIX | Johannes von Thaw – Gedenktafel ID: 96756                                                       | Gedenktafel | Bäckerstraße 9 Standort                                | Stein; Johannes (Hans) von Thaw, Stadtrichter und Bürgermeister von Wien im 16. Jahrhundert, erbte dieses Haus von seinem Vater Gerhard von Thaw und führte 1559 einen Neubau durch. Die Übersetzung des lateinischen Spruchs lautet: Johannes von Thaw, bewogen durch die Ehrenhaftigkeit seines Vaters Gerhard, welcher eines sanften Todes gestorben war, gründete diese Bauten, welche er wiederherstellte, damit dieses Werk eine dankbare Nachkommenschaft genießen könne. 1559 (1559) |                                                                                  |
| ja    | Datei hochladen | An dieser Stätte entstand 1849 das K.K.MINISTERIUM FÜR KULTUS UND UNTERRICHT. Das Schul- und Erziehungswesen von zehn Nationen des alten Österreich und das heutige kulturelle Leben Österreichs beruhen auf den in diesem Ministerium verfaßten Ordnungen der Volksschule, der Mittelschule und der Hochschule. Die Minister Leo Graf Thun und Leopold Hasner haben ihre Namen unlösbar mit diesem Werk verbunden. | Leo(pold) Graf von Thun-Hohenstein – Gedenktafel viennatouristguide                             | Gedenktafel | Singerstraße 17 Standort                               | |                                                                                  |
| ja    | Datei hochladen | In diesem Hause lebte von 1934 bis 1938 Fürst N.S. Trubetzkoy Professor der Slavistik an der Universität Wien und wirkliches Mitglied der österreichischen Akademie der Wissenschaften. | Nicolai Trubetzkoy – Gedenktafel ID: 96746                                                      | Gedenktafel | Kleeblattgasse 4 Standort                              | Stein (Marmor) (2000) |                                                                                  |
| ja    | Datei hochladen | In diesem Gebäude wohnte von Oktober 1898 bis Mai 1899 der große amerikanische Schriftsteller Samuel Langhorne Clemens (1835–1910) bekannt als Mark Twain | Mark Twain – Gedenktafel ID: 96911 viennatouristguide                                           | Gedenktafel | Neuer Markt 5 Standort                                 | Metall (2010) | Standort: Hotel Ambassador                                                       |
| ja    | Datei hochladen | Die Griechen in Wien ihrem großen Landsmann Rhigas Velestinlis-Pheraios zum 200sten Jahrestag seines Märtyrertodes 8.11.1998 | Rigas Velestinlis – Gedenktafel viennatouristguide                                              | Gedenktafel | Griechengasse 8 Standort                               | |                                                                                  |
| ja    | Datei hochladen | Rigas Welestinlis 1757 – 1798 Wer frei denkt denkt gut Hier stand die Druckerei von Markides Puliu wo Rigas Welestinus im J. 1797 seine revolutio- nären Werke zur Befreiung der Griechen und der Balkan- Völker drucken liess. 1957, die Griechen von Wien | Rigas Welestinus – Gedenktafel ID: 96923 viennatouristguide                                     | Gedenktafel | Rotenturmstraße 21 Standort                            | Stein (Marmor) (1957) |                                                                                  |
| ja    | Datei hochladen | Im Collegium Croaticum wohnte 1682–1683 der kroatische Historiker und Schriftsteller Freiherr, königl. Rat und Vizegespan von Lika und Krbava (Kroatien) Paulus Ritter-Vitezović (Senj 1652–Wien 1713) Zum Gedenken Gesellschaft „Brüder des Kroatischen Drachen“ Zagreb Stadt Zagreb Österreichische Gesellschaft für Kroatistik Wien 27. Juni 2017 | Paul Ritter Vitezović – Gedenktafel                                                             | Gedenktafel | Schönlaterngasse 13 Standort                           | |                                                                                  |
| ja    | Datei hochladen | Hier wohnte im Jahre 1741 der große Komponist Antonio Vivaldi * 4.3.1678 in Venedig † 28.7.1741 in Wien Gewidmet vom Orchester und Professorenverband der Technischen Universität Wien. | Antonio Vivaldi – Gedenktafel viennatouristguide                                                | Gedenktafel | Philharmonikerstraße 2 Standort                        | |                                                                                  |
| ja BW | Datei hochladen | In diesem Haus fanden ab 1888 unter Vorsitz des Initiators der österreichischen Sozialpolitik Karl Freiherr von Vogelsang 1818 - 1890 die berühmten “Entenabende” statt. Diese waren Keimzelle der christlichen Sozialbewegung und der christlichsozialen Partei Österreichs. Auch die große soziale Sozialenzyklika “Rerum Novarum” Papst Leo XIII. erhielt von hier aus wesentliche Anregungen Gewidmet vom Karl v. Vogelsang-Institut Poschacher Granit 1990                                                                                        | Karl Freiherr von Vogelsang – Gedenktafel viennatouristguide                                    | Gedenktafel | Schulerstraße 22 Standort                              | Poschacher Granit (1990) |                                                                                  |
| ja    | Datei hochladen | Konrad Vorlauf Bürgermeister von Wien und die Rathsherren Hanns Rock und Konrad Ramppersdorfer wurden Mitwoch den 11. Juli 1408 auf diesem Platze enthauptet. Sie fielen als Opfer ihrer Pflichttreue im Widerstande gegen ungerechte Forderungen Herzogs Leopold IV. | Konrad Vorlauf, Hanns Rock, Konrad Ramppersdorfer – Gedenktafel ID: 96898 viennatouristguide    | Gedenktafel | Lobkowitzplatz 3 Standort                              | Stein (1867) |                                                                                  |
| ja    | Datei hochladen | Richard Wagner war am Ausgange des Jahres 1875 mit seiner Familie fast zwei Monate lang zur Vorbereitung der Aufführung seiner Opern Tannhäuser und Lohengrin Gast dieses Hotels Der Wiener Schubertbund zum 50. Todestage des Meisters 1933 Robert Ullmann | Richard Wagner – Gedenktafel ID: 96887 viennatouristguide                                       | Gedenktafel | Kärntner Ring 16 Standort                              | Robert Ullmann, Stein (Marmor) mit Relief (Kopf von Richard Wagner) (1933) |                                                                                  |
| ja    | Datei hochladen | Hier wohnte vom 5. Dezember 1903 bis zu seinem Tode am 27. September 1940 Nobelpreisträger Professor Dr. Julius Wagner-Jauregg Einer der größten Ärzte aller Zeiten und Bezwinger der Progressiven Paralyse. | Julius Wagner-Jauregg – Gedenktafel viennatouristguide                                          | Gedenktafel | Landesgerichtsstraße 18 Standort                       | |                                                                                  |
| ja    | Datei hochladen | Der ich meiner so müd und am Vergehen bin, mich verlangt nach dir, du ewiger Anbeginn. Dem Dichter Heinrich Suso Waldeck * 3.10.1873 4.9.1943 † Fec. 7. Aug. 1853 Andre Roder | Heinrich Suso Waldeck – Gedenktafel viennatouristguide                                          | Gedenktafel | Salvatorgasse Standort                                 | André Roder | Standort: an der Kirche Maria am Gestade                                         |
| ja    | Datei hochladen | Koloman Wallisch Abgeordneter zum Nationalrat geboren 1889 hingerichtet 1934 Er starb für seine Gesinnung | Koloman Wallisch – Gedenktafel viennatouristguide                                               | Gedenktafel | Reichsratsstraße 2 Standort                            | Rudolf Kedl |                                                                                  |
| ja    | Datei hochladen | In diesem Haus eröffnete 1628 Maria Ward (1585–1645), Gründerin der Congregatio Jesu (Früher englische Fräulein), die 1. öffentliche Mädchenschule in Wien. | Maria Ward – Gedenktafel                                                                        | Gedenktafel | Stoß im Himmel 3 Standort                              | |                                                                                  |
| ja BW | Datei hochladen | In diesem Kaffeehause versammelte Hans Weigel nach 1945 den Cafe-Raimund-Kreis junger Schriftsteller Österreichische Gesellschaft für Literatur | Hans Weigel – Gedenktafel viennatouristguide                                                    | Gedenktafel | Museumsstraße 6 Standort                               | |                                                                                  |
| ja    | Datei hochladen | In diesem Haus wohnte und wirkte der Schriftsteller Franz Werfel von 1918 bis 1932 Österr. Ges. für Literatur Austria Versicherung | Franz Werfel – Gedenktafel viennatouristguide                                                   | Gedenktafel | Elisabethstraße 22 Standort                            | |                                                                                  |
| ja    | Datei hochladen | In diesem Haus lebte Billy Wilder in den Jahren 1914 – 1924 (seiner Wiener Schulzeit) Verband der Filmregisseure Österreichs | Billy Wilder – Gedenktafel viennatouristguide                                                   | Gedenktafel | Fleischmarkt 7 Standort                                | |                                                                                  |
| ja    | Datei hochladen | In diesem Hause wohnte und wirkte von 1868–1872 als Lehrer am Wiener Pädagogium Universitätsprofessor Dr. Otto Willmann geb. 24. April 1839 zu Lissa-Possen gest. 1. Juli 1920 in Leitmeritz-Böhmen | Otto Willmann – Gedenktafel viennatouristguide                                                  | Gedenktafel | Fichtegasse 3                                          | |                                                                                  |
| ja    | Datei hochladen | Bibliotheca Ioannis ioachimis:R:I:Comitis ab.et.in. Windhag Pro uso publico fundata. :MDCLXXVIII:. | Johannes Joachim von Windhag – Gedenktafel ID: 96917                                            | Gedenktafel | Postgasse 4a Standort                                  | Stein (Marmor) (1678 (MDCLXXVIII)) |                                                                                  |
| ja    | Datei hochladen | In diesem Haus wohnte und schrieb Herbert Zand von 1953 bis 1967 Österreichische Gesellschaft für Literatur | Herbert Zand – Gedenktafel ID: 96915                                                            | Gedenktafel | Oppolzergasse 4 Standort                               | Stein (Leitha-Marmor) (1972) |                                                                                  |
| ja    | Datei hochladen | Im Gedenken an Leon Zelman (12. Juni 1928 Szczekociny – 11. Juli 2007 Wien) Sein unermüdlicher Einsatz galt der Erinnerung an die Shoah und dem Dialog zwischen dem heutigen Österreich und Opfern der NS-Verfolgung als Basis für eine gemeinsame Zukunft. In diesem Sinne wünschte er sich die Erhaltung des Palais Epstein als ein lebendiges Denkmal jüdischen Erbes in Wien. 11. Juli 2008 | Leon Zelman – Gedenktafel viennatouristguide                                                    | Gedenktafel | Schmerlingplatz 7 Standort                             | (2008) |                                                                                  |
| ja    | Datei hochladen | IM EINSTIGEN WOHNHAUS NEUTORGASSE 8 LEBTE BIS 1940 DER FREIHEITSKÄMPFER DR. HANS ZIMMERL, DER AM 10. MAI 1944 ALS FÜHRENDES MITGLIED DER ÖSTERREICHISCHEN FREIHEITSBEWEGUNG GRUPPE SCHOLZ UNTER DEM FALLBEIL STARB. Die ERSTE widmete diese Tafel im Jahre 1988 in ehrendem Gedenken an den österreichischen Freiheitskampf 1938–1945 | Hans Zimmerl – Gedenktafel                                                                      | Gedenktafel | Neutorgasse 2 Standort                                 | |                                                                                  |
| ja    | Datei hochladen | In diesem Haus befand sich von 1917–1938 der Salon der Friedenskämpferin und Schriftstellerin Bertha Zuckerkandl | 1=Bertha Zuckerkandl – Gedenktafel ID: 96916 viennatouristguide                                 | Gedenktafel | Oppolzergasse 6 Standort                               | Stein (Granit); Der Salon von Berta Zuckerkandl-Szeps war einer der letzten Treffpunkte von NS-Gegnern aus allen politischen Lagern. 1938 flüchtete Zuckerkandl als Betroffene der Nürnberger Rassengesetze nach Frankreich, wo sie am 16. Oktober 1945 in Paris verstarb. (1988) |                                                                                  |
| ja    | Datei hochladen | In diesem Hause wurde am 28. November 1881 Stefan Zweig geboren Er war einer der bedeutendsten Schriftsteller und Dichter Österreichs, ein großer Mensch und Kosmopolit Österr. Albert-Schweitzer-Gemeinde | Stefan Zweig – Gedenktafel viennatouristguide                                                   | Gedenktafel | Schottenring 14 Standort                               | |                                                                                  |
| ja    | Datei hochladen | Ulrich Zwingli Reformator von Kirche u. Gesellschaft studierte 1498/1499 u. 1500 in Wien | Ulrich Zwingli – Gedenktafel viennatouristguide                                                 | Gedenktafel | Sonnenfelsgasse 19 Standort                            | |                                                                                  |

## Gedenktafeln für Ereignisse, Organisationen und Orte
| Foto  |                 | Inschrift | Name | Typ             | Standort                                                                    | Beschreibung | Metadaten                                               |
| ----- | --------------- | --- | --- | --------------- | --------------------------------------------------------------------------- | --- | ------------------------------------------------------- |
| ja    | Datei hochladen | Bis zum J. 1456 floss durch diese Gasse und durch den tiefen Graben der Alsbach zu Donau zu. | Alsbach – Gedenktafel ID: 96952 | Gedenktafel     | Strauchgasse 1 Standort                                                     | |                                                         |
| ja    | Datei hochladen | Hier stand bis zum Jahre 1888 das alte Burgtheater das 1776 von Kaiser Josef II. als Nationaltheater begruendet wurde. | Altes Burgtheater – Gedenktafel ID: 96904                                                                                                 | Gedenktafel     | Michaelerplatz Standort                                                     | Stein |                                                         |
| ja    | Datei hochladen | Ehemaliger Eingang zum alten Burgtheater In diesem Musik- und Sprechtheater wurden die Mozart-Opern ”Die Entführung aus dem Serail” 1782, ”Le nozze di Figaro” 1786 und ”Cosi fan Tutte” 1790 uraufgeführt. - Die Wiener Philharmoniker - | Altes Burgtheater – Gedenktafel | Gedenktafel     | Michaelertor Standort                                                       | Metall |                                                         |
| ja BW | Datei hochladen | Hier auf dem ältesten Platze Wiens, in dessen nächster Nähe sich das Kommandogebäude (Praetorium) des Römerlagers Vindobona befand, liesz die im Jahre 1858 gegründete Allgemeine Versicherungs-Aktiengesellschaft Der Anker in den Jahren 1912-1914 den Ankerhof erbauen. Gleichzeitig schufen hervorragende Künstler die Ankeruhr. Sie ist den Wienern gewidmet. | Ankerhof – Gedenktafel ID: 96880 | Gedenktafel     | Hoher Markt 11 Standort                                                     | Stein (Granit), Metall, beschichtet, vergoldet |                                                         |
| ja    | Datei hochladen | An dieser Stelle stand ein Hof der Babenberger Markgrafen u. Herzoge, später für die herzogliche Münze verwendet. Das Haus wurde 1386 den Karmelitern übergeben, kam 1554 in den Besitz des Jesuitenordens und war zum Kriegsgebäude umgebaut 1775–1913 Sitz der obersten Kriegs- Behörde, zuletzt des Kriegsministeriums. | Ehemaliger Babenberger Hof / Kriegsministerium am Hof – Gedenktafel ID: 96749                                                             | Gedenktafel     | Bognergasse / Am Hof 2 Standort                                             | Stein | Standort: Tafel 1, links an der Hauskante               |
| ja    | Datei hochladen | An dieser Stelle stand ein Hof der Babenberger Markgrafen und Herzoge, später für die herzogliche Münze verwendet. Das Haus wurde 1386 den Karmelitern übergeben, kam 1554 in den Besitz des Jesuitenordens und war zum Kriegsgebäude umgebaut 1775–1913 Sitz der obersten Kriegs-Behörde, zuletzt des Kriegsministeriums. | Ehemaliger Babenberger Hof / Kriegsministerium am Hof – Gedenktafel ID: 97558                                                             | Gedenktafel     | Bognergasse / Am Hof 2 Standort                                             | Stein | Standort: Tafel 2, unter dem Fenster in der Bognergasse |
| BW    | Datei hochladen | Hier stand zur Zeit der Babenberger ein Stadtthor | Ehemaliges Stadttor – Gedenktafel ID: 96959 viennatouristguide                                                                            | Gedenktafel     | Wipplingerstraße 21 / Tiefer Graben 24 Standort                             | Stein (Marmor) |                                                         |
| ja    | Datei hochladen | Zur Erinnerung an die Befreiung Wiens von der Diktatur des Nationalsozialismus und die Wiedererlangung der Demokratie in den Apriltagen 1945. Wien, im April 2005 | Befreiung Wiens – Gedenktafel | Gedenktafel     | Standort                                                                    | Stein (2005) | Standort: Rathaus, Arkadengang                          |
| ja    | Datei hochladen | In diesem Haus wurde 1946 die Belvedere Filmproduktion von August Diglas Emmerich Hanus Elfi von Dassanowsky gegründet. Dieses erste Nachkriegs-Studio hat wesentliche Beiträge für den österreichischen Film geleistet. | Belvedere Filmproduktion – Gedenktafel ID: 94653 viennatouristguide                                                                       | Gedenktafel     | Bauernmarkt 24 Standort                                                     | Stein |                                                         |
| ja    | Datei hochladen | Hier stand die Bürgerschule der Gemeinde, die älteste und bis zur Gründung der Universität durch Herzog Rudolf IV. auch die bedeutendste Lehranstalt der Stadt. | Bürgerschule – Gedenktafel ID: 96949 | Gedenktafel     | Stephansplatz 3 Standort                                                    | |                                                         |
| ja    | Datei hochladen | Benedictus Chelidonius und Wolfgang Schmeltzl wirkten als Dramatiker im Schottenstift zwischen 1518 und 1551 Schüler des Schottengymnasiums waren die Dichter Eduard von Bauernfeld 1812 – 1818 Johann Nestroy 1813 – 1816 Ferdinand Kürnberger 1836 – 1839 Ferdinand von Saar 1843 – 1848 Robert Hamerling 1844 – 1846 Leopold von Andrian 1890 – 1893 Georg Terramare 1889 – 1948 Dichter, Erneuerer der Schottenspiele Österreichische Gesellschaft für Literatur | Dichter im Schottenstift – Gedenktafel Vulgo: Dichter und ehemalige Schüler des Schottenstifts – Gedenktafel ID: 96803 viennatouristguide | Gedenktafel     | Freyung 6 Standort                                                          | Stein (Grisignano-Marmor) (1972) |                                                         |
| ja    | Datei hochladen | Mittwoch den 12. August 1461 schlugen an dieser Stelle die Bürger Wiens den Angriff des ausländischen Herzogs Albrecht VI. zurück und erwarben sich dadurch das Recht den Doppeladler im Stadtwappen zu führen. | Doppeladler – Gedenktafel ID: 96958 | Gedenktafel     | Weiskirchnerstraße 1 Standort                                               | Stein (Marmor, Sandstein) (1861? 1911?) |                                                         |
| ja    | Datei hochladen | Francisco.Austr.Imp. Ferdinando.V.Hung.Rege.Jun. Auspp. Andreas.Abb.Aedes.Restit. MDCCCXXXI | Erneuerung des Schottenstifts-Gedenkinschrift                                                                                             | Gedenkinschrift | Freyung 6 Standort                                                          | (1831) | Standort: 1. Hof des Schottenstifts                     |
| ja    | Datei hochladen | | Wiener demokratischer Frauen-Verein – Gedenktafel                                                                                         | Gedenkstein     | Standort                                                                    | | Standort: Volksgarten                                   |
| ja    | Datei hochladen | Zum Zeichen des Dankes für die Hilfe Österreichs nach der Erdbebenkatastrophe 1976. Die Region Friaul-Julisch Venetien. 21. November 1979 | Friaul-Gedenkstein ID: 61038 | Gedenkstein     | gegenüber Franz-Josefs-Kai 49, bei der U-Bahn-Station Schottenring Standort | Gedenkstein, das dazugehörige Denkmal von Luciano Ceschia in den 1990er Jahren ab- & nicht wieder aufgebaut wurde. Die Inschrift ist kaum leserlich. (1979) |                                                         |
| ja    | Datei hochladen | Am 14. Jänner 1892 wurde hier, im früheren "Hotel Rabl", der "Verein der kaufmännischen Angestellten", die erste gewerkschaftliche Angestelltenorganisation, gegründet. Gewerkschaft der Privatangestellten 1992 | Verein der Kaufmännischen Angestellten – Gedenktafel Vulgo: Gewerkschaft – Gedenktafel ID: 96800                                          | Gedenktafel     | Fleischmarkt 24 Standort                                                    | Stein (Granit) (1992) |                                                         |
| ja    | Datei hochladen | Die drei Granitplatten stammen von der "Grossen Strasse" des nationalsozialistischen Reichsparteitagsgeländes in Nürnberg Sie wurden von Zwangsarbeitern und Gefangenen in Konzentrationslagern bearbeitet und sind sprechende Zeugen 28. April 1938 Jüdische Schüler und Lehrer wurden vom Akademischen Gymnasium Wien vertrieben Im Gedenken : Steine 28. April 2001 Karl Prantl Bildhauer | Große Straße aus Nürnberg – Gedenktafel Vulgo: Erinnerungstafel an den Ausschluß von Schülern und Lehrern 1938 ID: 94601                  | Gedenktafel     | Lothringerstraße Standort                                                   | Karl Prantl, Stein (Granitplatten) (2001) | Standort: Akademisches Gymnasium                        |
| ja    | Datei hochladen | Illustre Stammgäste vor mehr als 190 Jahren im Wirtshaus Zu den drei Hacken allhier in der Singerstraße Johann Nestroy Giesrau Therese Krones Franz Schober Franz Schubert Moritz v. Schwind Franz Kupelwieser Wenzel Scholz Sindela | Zu den drei Hacken – Gedenktafel ID: 96942                                                                                                | Gedenktafel     | Singerstraße 28 Standort                                                    | Stein, Metall (beschichtet) |                                                         |
| ja    | Datei hochladen | Dem ehrenden Gedenken der heldenmütigen Handwerksmeister und ihrer Söhne die 1683 beim Ansturm der Türken für ihre Vaterstadt Wien und für das ehrsame Handwerk ihr Leben opferten Österreichs Gewerbe Jugend 1933 | Handwerksmeister – Gedenktafel ID: 96899                                                                                                  | Gedenktafel     | Löwelstraße 20 Standort                                                     | Stein (Marmor), Metall (Bronze) (1933) |                                                         |
| ja    | Datei hochladen | Wir erinnern uns an jene Schüler und Lehrer, die 1938 diese Schule verlassen mussten, weil sie Juden waren | Erinnerung an Vertriebene – Gedenktafel ID: 94604                                                                                         | Gedenktafel     | Beethovenplatz 1 Standort                                                   | Stein | Standort: Akademisches Gymnasium                        |
| ja    | Datei hochladen | Erinnerung an Erwin Abeles Sissel Berkovicz Pauline Ekstein Rudolf Ekstein Alois Löwy die bis zu ihrer Deportation 1939/42 in diesem Hause wohnten | Vertriebene Jüdische Hausbewohner – Gedenktafel ID: 96928                                                                                 | Gedenktafel     | Schönlaterngasse 7 Standort                                                 | Kunststoff |                                                         |
| ja    | Datei hochladen | An der Stelle dieses Hauses stand vom Jahre 1389 bis zum Jahre 1765 die Juristenschule der Universität samt den zwei Kapellen des H. Jvo. | Juristenschule der Universität – Gedenktafel ID: 96931                                                                                    | Gedenktafel     | Schulerstraße 14 Standort                                                   | Stein (Marmor) |                                                         |
| ja BW | Datei hochladen | DIESE GEDENKTAFEL ERINNERT AN DEN BRAND DES JUSTIZPALASTES AM 15. Juli 1927 Bei gewaltsamen Auseinandersetzungen zwischen Anhängern des republikanischen Schutzbundes und der Frontkämpfervereinigung im burgenländischen Ort Schattendorf am 30. Jänner 1927 wurden zwei unschuldige Menschen getötet. Die Täter wurden von einem Geschworenengericht freigesprochen. Im Zuge einer gewaltsamen Demonstration gegen dieses Urteil wurde der Justizpalast in Brand gesetzt. Die Polizei erhielt Schießbefehl und 89 Personen kamen ums Leben. Die schrecklichen Ereignisse dieser Zeit, die schließlich im Bürgerkrieg des Jahres 1934 mündeten, sollen für alle Zeiten Mahnung sein. | Justizpalast – Gedenktafel ID: 96886 | Gedenktafel     | Schmerlingplatz 11 Standort                                                 | Stein (Granit) | Standort: im Atrium                                     |
| ja    | Datei hochladen | Den treuen Kämpfern gegen faschistische Gewalt-Herrschaft Ing. Georg Weissel † 15.2.1934 Ludwig Ebhart † 10.3.1944 Josef Schwaiger † 19.3.1944 Rudolf Haider † 21.6.1944 Hermann Plackholm † 31.10.1944 Johann Zak † 31.10.1944 Feuerwehr der Stadt Wien 1947 | Kämpfer gegen faschistische Gewalt – Gedenktafel ID: 96747                                                                                | Gedenktafel     | Am Hof 10 Standort                                                          | Mario Petrucci, Stein (Sandstein); Enthüllung am 26. Oktober 1947 durch Bürgermeister Theodor Körner. (1947)                                                | Standort: Bürgerliches Zeughaus                         |
| ja    | Datei hochladen | Hier stand der Kärntnerturm. Donnerstag, den 14. Oktober 1529 wiesen an dieser Stelle Salm und Reischbach auch den letzten und heftigsten Angriff Suleimanns zurück. | Kärntnerturm – Gedenktafel ID: 96955 | Gedenktafel     | Walfischgasse 2 Standort                                                    | Stein |                                                         |
| ja    | Datei hochladen | An der Stelle dieses Hauses stand das Thor am Katzensteig, ein Theil der Umwallung zur Zeit der Babenberger. Abgebrochen im Jahre 1825. | Ehemaliges Stadttor am Katzensteig – Gedenktafel ID: 96940                                                                                | Gedenktafel     | Seitenstettengasse 6 Standort                                               | Stein (Marmor) |                                                         |
| ja    | Datei hochladen | Hier standen im 15. Jahrhundert das Leinwandhaus, die Verkaufsstelle und Börse der Lein- wandhändler und das Zunfthaus der Schuster, das Schuh- haus, begrenzt vom Linnengässchen und der Schranne. Beide Zunfthäuser wurden im 16. u. 17. Jahrhundert als Schuldenarrest und Richt- stätte verwendet. 1861 erstand ein neues Gebäude das 1877 von der Ersten österreichischen Spar-Casse erworben wurde. Dieses fiel 1945 Bomben und Feuer zum Opfer und wurde in den Jahren 1949 50 durch die ERSTE ÖSTERREICHISCHE SPAR-CASSE aufgebaut, wobei die Camesinagasse, früher Lin- nengässchen, in die Bauchfläche einbezogen wurde.                                                    | Leinwandhaus und Schuhhaus Hoher Markt – Gedenktafel ID: 96881                                                                            | Gedenktafel     | Hoher Markt 4 Standort                                                      | Stein (Granit) (1950) |                                                         |
| ja    | Datei hochladen | An dieser Stelle erhob sich die im Jahre 1546 erbaute und im Jahre 1872 abgebrochene Loebelbastei | Löbelbastei – Gedenktafel ID: 94677 | Gedenktafel     | Löwelstraße 1 Standort                                                      | | Standort: Burgtheater                                   |
| ja    | Datei hochladen | Hier war früher das bekannte Alt Wiener Michaeler Bierhaus gegründet 1711 | Michaeler Bierhaus – Gedenktafel | Gedenktafel     | Reitschulgasse 4 Standort                                                   | |                                                         |
| ja    | Datei hochladen | In diesem Haus wurde am 17. April 1945 die Österreichische Volkspartei gegründet. | Gründung Österreichische Volkspartei – Gedenktafel                                                                                        | Gedenktafel     | Freyung 6 Standort                                                          | | Standort: 1. Hof des Schottenstifts                     |
| ja    | Datei hochladen | Zum Gedenken an jene Menschen, die hier im Juli 1934 von nationalsozialistischen Putschisten beim Sturm auf das Haus der RAVAG, des damaligen österreichischen Rundfunks, ermordet wurden. Gewidmet von der Stadt Wien | RAVAG – Gedenktafel ID: 96883 | Gedenktafel     | Johannesgasse 4a Standort                                                   | Stein (Impala Granit) (2005) | Standort: Konservatorium der Stadt Wien                 |
| ja    | Datei hochladen | An dieser Stelle stand der alte Regensburgerhof, einst Niederlagsort der bayrischen Handelsherren. Hier bewirtete der Wiener Bürger Niklas Teschler 1470 Kaiser Friedrich III. und König Matthias Corvinus. Im selben Hause errichtete Kaiser Josef I. das K. Frag- und Versatzamt | Regensburgerhof – Gedenktafel ID: 96755                                                                                                   | Gedenktafel     | Bäckerstraße 1 Standort                                                     | |                                                         |
| ja    | Datei hochladen | Zum Andenken an die Opfer des Ringtheaterbrandes. An Stelle des am 8. Dezember 1881 abgebrannten Theaters stiftete Kaiser Franz Joseph I. das Sühnhaus. Dieses wurde im Zweiten Weltkrieg zerstört. Gesellschaft der Freunde Wiens, 1982 | Brand des Ringtheaters – Gedenktafel ID: 94669                                                                                            | Gedenktafel     | Schottenring 7–9 Standort                                                   | Stein (1982) |                                                         |
| ja    | Datei hochladen | Im Jahre 1901 wurde beim Bau des Hauses an dieser Stelle ein Stück der Umfassungsmauer des römischen Lagers ausgegraben | Römisches Lager – Gedenktafel ID: 96909                                                                                                   | Gedenktafel     | Naglergasse 2 Standort                                                      | Stein (Marmor) (1901) |                                                         |
| ja    | Datei hochladen | An dieser Stelle stand der fürstl. Schwarzenbergsche Winterpalast. Hier wurde Feldmarschall Fürst Karl Schwarzenberg der Sieger in der Völkerschlacht bei Leipzig, am 15. April 1771 geboren. | Schwarzenbergscher Winterpalast – Gedenktafel ID: 96912 viennatouristguide                                                                | Gedenktafel     | Neuer Markt 8 Standort                                                      | Carl Philipp, Metall (Bronze) (1913) |                                                         |
| ja    | Datei hochladen | Der Schweizerhof wird von dem ältesten bereits 1279 erwähnten Burgbau umschlossen. Die durch vier Ecktürme bewehrte Anlage wurde unter Kaiser Friedrich III. 1447–1449 durch den Einbau der gotischen Burgkapelle bereichert und unter Kaiser Ferdinand I. 1552–1553 in ein Renaissanceschloss umgewandelt. Hieran erinnert das »Schweizertor«. Ihren Namen erhielten Tor und Hof von der Schweizergarde, die zur Zeit der Kaiserin Maria Theresia die alte Burg bewachte. | Schweizerhof – Gedenktafel ID: 96879 | Gedenktafel     | Hofburg, Schweizertor Standort                                              | Otto Hurm, Stein (Untersberger Marmor) (1950) | Standort: Im Tor links                                  |
| ja    | Datei hochladen | Bereits im 15. Jahrhundert erhob sich an dieser Stelle ein Schwibbogenhaus, das als Heim der „Haidenburse“, später als Seminar verwendet wurde. Bei Aufhebung des Letzteren an Ignaz Leopold Depauli verkauft, widmete es dieser zu einer Stiftung, in deren Interesse dieser Neubau 1901 - 1902 aufgeführt wurde. | Schwibbogenhaus – Gedenktafel HERIS-ID: 30767 Objekt-ID: 27533                                                                            | Gedenktafel     | Wollzeile 25 Standort                                                       | | Standort: im Hausflur                                   |
| ja    | Datei hochladen | In diesem Hause trat der in den Revolutionstagen des Jahres 1848 zur Auf- rechterhaltung der Ord- nung vom Volke gewählte Sicherheitsausschuss am 26. Mai 1848 im Sitzungs- saale zusammen | Sicherheitsausschuss 1848 – Gedenktafel ID: 95657                                                                                         | Gedenktafel     | Wipplingerstraße 8 Standort                                                 | | Standort: Altes Rathaus                                 |
| ja    | Datei hochladen | Am 29. August 1981 (29. Av 5741) starben an dieser Stelle die IKG-Mitglieder Nathan Fried s.A. und Sarah Kohut s.A. durch Kugeln palästinensischer Terroristen. Ehre Ihrem Andenken. Bundesverband der Israelischen Kultusgemeinden Österreichs | Gedenktafel Terroranschlag 29. August 1981                                                                                                | Gedenktafel     | Desider-Friedmann-Platz 1 Standort                                          | |                                                         |
| ja    | Datei hochladen | Im Gedenken an die Opfer des Terroranschlages vom 2. November 2020 In memoriam of the victims of the attack on 2. November 2020 Stadt Wien | Gedenkstein Opfer des Terroranschlages 2. November 2020                                                                                   | Gedenktafel     | Desider-Friedmann-Platz Standort                                            | Granit |                                                         |
| ja    | Datei hochladen | Vom 8ten bis 11ten Sept. 1683 wiesen von hier aus die tapferen Verteidiger Wiens die heftigsten und letzten Angriffe der Türken zurück | Zweite Türkenbelagerung – Gedenktafel ID: 94679                                                                                           | Gedenktafel     | Löwelstraße 1 Standort                                                      | | Standort: Burgtheater                                   |
| ja    | Datei hochladen | Türkenkugel aus dem Jahr 1683 – später eingemauert und vergoldet – gab der einst hier befindlichen Gastwirtschaft und dem Haus den Namen. EA Generali | Türkenkugel – Gedenktafel ID: 96748 | Gedenktafel     | Am Hof 11 Standort                                                          | | Standort: Haus zur goldenen Kugel                       |
| ja    | Datei hochladen | Anno 1683 Iahr den 20. Iuly, ist di ser Stein aus einer Mörser v. den Dyrckhe aus der Leoboldsta tt herein geworff en worden wegt 79 Pfundt | Türkenstein – Gedenktafel ID: 95960 | Gedenktafel     | Sterngasse 3 Standort                                                       | |                                                         |
| ja    | Datei hochladen | Turnen und Sport Dienst an der Gemeinschaft Gewidmet den Gründern der Österreichischen Turn- und Sport-Union Hier im Hause am 2. Mai 1945 | Turn- und Sport-Union – Gedenktafel | Gedenktafel     | Freyung 6 Standort                                                          | | Standort: 1. Hof des Schottenstifts                     |
| ja    | Datei hochladen | Dieses Haus diente einst der Universität als Amts gebäude. Hohe Schule und Studenten gaben dem Stubenviertel das Gepräge. | Universität – Amtsgebäude – Gedenktafel ID: -96945                                                                                        | Gedenktafel     | Sonnenfelsgasse 19 Standort                                                 | Stein (Marmor) |                                                         |
| ja    | Datei hochladen | Legio decima gemina pia fidelis. Der Baugrund des Hauses Hoher Markt 4 liegt innerhalb der einstigen römischen Lagerfestung Vindo- bona. Dieses Legions- lager wurde um 100 n. Chr. von der 13. und 14. Le- gion erbaut. Das Haus überdeckt an dieser Stelle teilweise die ehe- malige Lagerhauptstrasze /via principalis/ die von der hohen Brücke im Zuge der heutigen Landskron- gasse verlief. Reges militärisches Treiben verschiede- ner Legionen spielte sich in diesem Umkreis ab. Beson- ders lange – von 115 n.Chr.Geb. bis zum Zusammenbruch der Römerherrschaft in unseren Gegenden/4/5. Jahrhundert/verblieb die 10. Legion in Vindobona.                                | Vindobona – Gedenktafel ID: 96882 | Gedenktafel     | Hoher Markt 4 Standort                                                      | Franz Waldmüller, Carrara-Marmor (1950) |                                                         |
| ja    | Datei hochladen | 50 Jahre 2002 fest verwurzelt mit der Heimat Weltbund der Österreicher im Ausland | Weltbund der Österreicher im Ausland – Gedenktafel ID: 106289                                                                             | Gedenkstein     | Rathauspark Standort                                                        | (2002) | Standort: Grünanlage                                    |
| ja    | Datei hochladen | Zielsetzung der Gewerkschaften war nach der Grün- dung der zweiten Republik 1945 der Kampf gegen Faschismus und Diktatur, Solida- rität mit den Schwachen und mutiges Eintre- ten für die Men- schenrechte. Es waren Funktio- näre und Mitglie- der unserer Or- ganisation, die 1950 durch Mut und rasches Eingreifen einen Anschlag auf die junge Demokratie ver- hinderten. Für die Grund- werte von einst lohnt es auch heute noch sich mit ganzer Kraft einzuset- zen. Diese Gedenk- tafel widmet die Gewerkschaft Bau-Holz zur Er- innerung an den 50. Jahrestag der zweiten Republik 27. April 1995                                                                             | 50. Jahrestag der Zweiten Republik – Gedenktafel                                                                                          | Gedenktafel     | Ebendorferstraße 7 Standort                                                 | (1995) |                                                         |

## Ehemalige Gedenktafeln
| Foto |                 | Inschrift | Name                                                     | Typ         | Standort                                                  | Beschreibung                                                                                          | Metadaten                |
| ---- | --------------- | --- | -------------------------------------------------------- | ----------- | --------------------------------------------------------- | --- | ------------------------ |
| ja   | Datei hochladen | Mozarte wohnte in dem an dieser Stelle bestand.(enen) Hause von 1768–1782. | Wolfgang Amadeus Mozart – Gedenktafel viennatouristguide | Gedenktafel | Färbergasse 5 (Identadresse Wipplingerstraße 19) Standort | Bei der Restaurierung der Fassade 2013 wurde die Gedenktafel abgenommen und ist seitdem verschwunden. |                          |
| BW   | Datei hochladen | Während des Jahres 1916 besuchte Rainer Maria Rilke im Hotel Imperial fast täglich sein „Unvergessliches Café“ und traf hier Oskar Kokoschka, Karl Kraus und Adolf Loos Österreichische Gesellschaft für Literatur                     | Rainer Maria Rilke – Gedenktafel viennatouristguide      | Gedenktafel | Kärntner Ring 16 Standort                                 | Nicht mehr vorhanden?                                                                                 | Standort: Hotel Imperial |
| ja   | Datei hochladen | Franz Schubert trat in diesem Hause als Tondichter zum ersten Mal in die Öffentlichkeit am 1. März 1818 mit einer Ouvertüre im italienischen Stil, am 28. Februar 1819 mit seinem Liede 'Schäfers Klagelied'. Wiener Schubertbund 1929 | Franz Schubert – Gedenktafel viennatouristguide          | Gedenktafel | Renngasse 1 Standort                                      | Robert Ullmann, 2003 wurde die Gedenktafel im Zuge eines Umbaus abgetragen und im Keller endgelagert. |                          |
| ja   | Datei hochladen | Hier stand zur Zeit der Babenberger ein Stadtthor | Babenberger Stadttor – Gedenktafel ID: 96924             | Gedenktafel | Rotgasse 3 Standort                                       | Stein (Marmor)                                                                                        |                          |